# Клінт Іствуд
Клі́нтон І́ствуд молодший (англ. Clinton Eastwood Jr.; нар. 31 травня 1930, Сан-Франциско) — американський актор, кінорежисер та продюсер. Досягнувши свого першого успіху в телесеріалі-вестерні «Сиром'ятний батіг», Іствуд набув міжнародної популярності завдяки ролям персонажа «Людини без імені» в так званій «Доларовій трилогії», спагеті-вестернах Серджо Леоне середини 1960-х років та ролі антигероя-поліцейського Гаррі Каллагана в п'яти картинах про «Брудного Гаррі» 1970-х та 1980-х років. Ці ролі, серед іншого, закріпили за Іствудом статус як культурної ікони «чоловічої гідності». Обраний у 1986 році, Іствуд протягом двох років обіймав посаду мера міста Кармел-бай-зе-Сі, Каліфорнія.
Будучи номінантом на премію «Оскар» за найкращу чоловічу роль, Іствуд отримав нагороди за найкращу режисуру та найкращий фільм за свій вестерн «Непрощений» (1992) та спортивну драму «Крихітка на мільйон доларів» (2004). Його найкасовішим фільмом у США стала пригодницька комедія «Як не крути — програєш» (1978) та її сіквел, комедійний бойовик «Як тільки зможеш» (1980). До когорти інших популярних фільмів Іствуда входять вестерни «Повісь їх якомога вище» (1968) і «Блідий вершник» (1985), військовий бойовик «Куди залітають тільки орли» (1968), стрічка про в'язницю «Втеча з Алькатраса» (1979), військова картина «Перевал розбитих сердець» (1986), бойовик «На лінії вогню» (1993) та романтична драма «Мости округу Медісон» (1995). Його пізніші роботи представлені стрічками «Ґран Торіно» (2008), «Наркокур'єр» (2018) та «Чоловічі сльози» (2021). З 1967 року кінокомпанія Іствуда «Malpaso Productions» випустила всі його американські фільми, крім чотирьох.
Окрім того, Іствуд керував багатьма проєктами зі створення зірок, був режисером фільмів, у яких він не з'являвся як актор, до таких увійшли детективна драма «Таємнича річка» (2003) та військова картина «Листи з Іодзіми» (2006), за які він одержав «Оскара», а також номіновані на цю премію — драма «Підміна» (2008) та біографічна спортивна драма «Непідкорений» (2009). Біографічна військова драма Іствуда «Американський снайпер» (2014) встановила рекорд за касовими зборами як найвизначніший січневий реліз за всю історію, а також стала найбільшим «відкриттям» серед його фільмів.
Список нагород Іствуда, окрім чотирьох премій «Оскар», включає чотири премії «Золотий глобус», три премії «Сезар» та премію за життеві досягненя AFI. 2000 року він здобув нагороду «Золотий лев» італійського Венеціанського кінофестивалю на честь своїх життєвих здобутків. Нагороджений двома найвищими громадянськими нагородами Франції, з 1994 року є кавалером ордена мистецтв та літератури, а з 2007 року — кавалером ордену Почесного легіону.

## Ранні роки
Клінтон Іствуд народився 31 травня 1930 року в Меморіальній лікарні Святого Франциска в Сан-Франциско, Каліфорнія, у сім'ї Рут (до шлюбу Раннер; 1909—2006) і Клінтона (1906—1970) Іствудів. Медсестри лікарні прозвали Клінта «Самсоном», тому що при народженні він важив 11 фунтів 6 унцій (5,2 кг). Також в Іствуда є молодша сестра Жанна Бернар, що народилася 1934 року. Він має англійське, ірландське, шотландське та голландське коріння. Іствуд походить від Вільяма Бредфорда, поселенця-пілігрима, який вирушив на судні Mayflower освоювати Північну Америку, таким чином, він є його нащадком у 12-м поколінні, народжених на цьому континенті. Протягом 1930-х років його сім'я тричі переїжджала через зміну роду діяльності батька. Оселившись у П'ємонті, штат Каліфорнія, сім'я Клінта жила в багатому районі міста, де, окрім басейна, що належав від заміському клубу, кожен з батьків мав свою машину. Батько Іствуда більшу частину своєї трудової діяльності пропрацював керівником виробництва в компанії «Georgia-Pacific». Коли Клінт і Жанна підросли, Рут влаштувалася клерком в компанію IBM.
Клінт не любив навчатися, у П'ємонтській середній школі через погану успішність його залишали на додаткові літні заняття. Потім з січня 1945 року і принаймні до січня 1946 року він навчався у П'ємонтській старшій школі, але надалі Клінта попросили покинути її, через те що він написав лайливі думки в бік шкільного керівництва на таблі спортивного майданчика та спалив опудало на шкільній галявині, з поміж інших шкільних витівок. Після цього Клінт перевівся в Оклендську вищу технічну школу, у якій до 1949 року він навчався на авто- та авіамеханіка. Після першого року навчання в технічній школі у нього з'явилася перша машина, але водити її він не міг через неповноліття.
Того ж 1949 року Клінт переїхав в Сіетл штат Вашингтон, куди роком раніше переїхала його сім'я, у зв'язку зі службовим підвищенням батька. В Сіетлі Іствуд перепробував низку робіт, зокрема працював інвентаризатором запчастин на заводі «Boeing», водійєм вантажівки, нічним сторожем та рятувальником, сертифікат якого отримав після закінчення курсів від Червоного Хреста. За словами Клінта, намагаючись поступити до Сіетлського університету, він був призваний до Армії Сполучених Штатів, під час Корейської війни. Завдяки тому, що в Ісвуда був сертифікат рятувальника, його замість Кореї, відправили на службу інструктором з плавання на військову базу Форт-Орд, що розташована на центральному узбережжі Каліфорнії. За словами Сондри Локк, супутниці Іствуда протягом багатьох років, він завжди уникав згадок про те, що не потрапив на Корейську війну, сподіваючись, що всі будуть вважати, що він міг воювати та бути якимось героєм. Під час проходження служби з Іствудом трапився нещасний випадок, повертаючись назад на базу з Сіетла, після візиту до батьків, він став пасажиром бомбардувальника Douglas AD, у якого в польоті закінчилося паливо і він впав в океані недалеко від Пойнт-Рейєса. Щоб врятуватися, Іствуду та пілоту, використовуючи рятувальний пліт, довелося проплити 2 милі (3,2 км).
Після завершення військової служби навесні 1952 року, Іствуд повернувся до Сіетлу, де деякий час знову працював рятувальником. Потім він переїхав до Лос-Анджелеса, де продовжив братися за різні роботи, зокрема, працював на автозаправній станції, керуючим багатоквартирного будинку. Окрім цього, він поступив на комерційний курс до Міського коледжу Лос-Анджелеса, але кинув навчання після двох семестрів.
Після смерті батька, вже коли Клінт набув слави, мати одружилася з Джоном Белденом Вудом (1913—2004) і взяла його прізвище. 

## Кар'єра

### 1950-ті роки

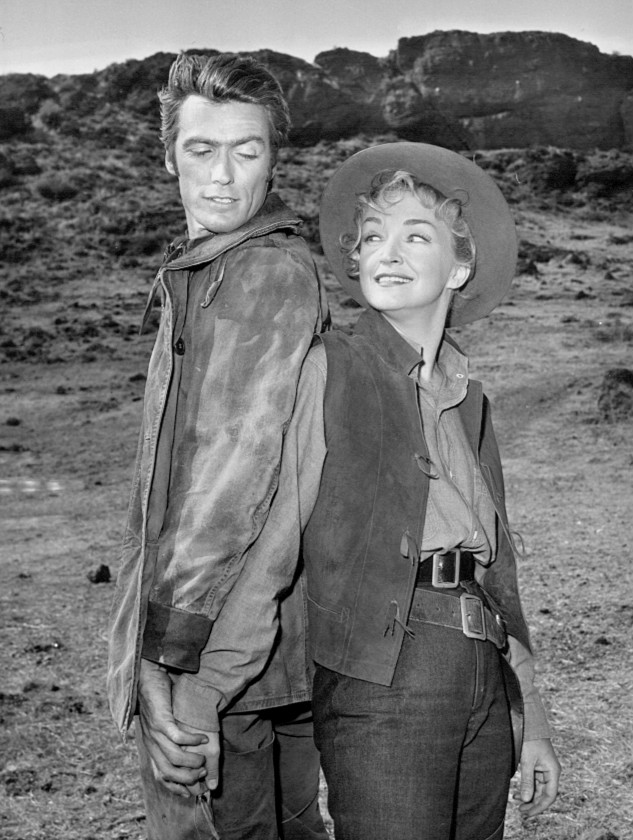
Іствуд і Ніна Фох у серіалі «Сиром'ятний батіг» (1959)

Згідно прес-релізу телерадіокомпанії CBS до серіалу «Сиром'ятний батіг», під час проведення «Universal-International» знімання у Форт-Орді, Іствуда помітив один з підприємливих асистентів режисера, який запросив його на зустріч з режисером, хоча цей факт заперечується неавторизованим біографом актора Патріком Макджилліганом. Проте, згідно офіційній біографії Іствуда, ключовою фігурою, яка дала поштовх початку його кінокар'єри, була людина на ім'я Чак Гілл, що перебував тоді у Форт-Орді та мав зв'язки в Голлівуді. Вже потім, у Лос-Анджелесі, Гілл більш ближче познайомився з Іствудом, після чого зумів провести його до студії «Universal», де представив його оператору Ірвінгу Глассбергу. Глассберг влаштував Іствуду проби у режисера та продюсера Артура Лабіна, який, хоч і був дуже вражений зовнішністю і великим зростом Іствуда (який складав 6 футів та 4 дюйми (193 см)), але не схвалював його гру, зазначивши: «Він був зовсім непрофесіоналом. Він не знав, у який бік повернутися, куди рухатися, або що робити». Лабін запропонував Іствуду відвідувати заняття з акторської майстерності та взяв його актором-стажером, уклавши з ним початковий контракт у квітні 1954 року, в рамках якого йому платили 100 доларів на тиждень. Після підписання контракту Іствуда спочатку критикували за його скуту манеру гри й за те що він вимовляв свої репліки крізь зуби, що надалі стало своєрідним «брендом» актора на все життя.
Перша справжня кінопроба Іствуда відбулася у травні 1954 року, до фільму «Шість мостів, які треба перетнути», але режисер Джозеф Певні відхилив його. Після низки наступних невдалих кінопроб режисер Джек Арнольд зрештою дав йому другорядну роль у фільмі «Помста Тварюки», що стала продовженням нещодавно випущеної стрічки «Істота з Чорної лагуни». У вересні 1954 року Іствуд протягом трьох тижнів брав участь у зніманні фільму «Леді Годіва з Ковентрі» Артура Лабіна, а в лютому 1955 року отримав роль матроса Джонсі у стрічці «Френсіс на флоті», і знявся у ще одній картині Арнольда «Тарантул», де він виконав, не вказану в титрах, роль пілота ескадрильї. У травні 1955 року Іствуд провів чотири години на зніманні фільму «Ніколи не кажи прощавай», а в серпні 1955 року зіграв другорядну, теж не вказану в титрах, роль працівника ранчо у фільмі «Людина закону», що став першим вестерном актора, також відомому під назвою «Зірка в пилюці». 2 липня 1955 року «Universal» дала Іствуду його першу телевізійну роль в серіалі каналу NBC «Аллен у країні фільмів», у якому знімалися комік Стів Аллен, актор Тоні Кертіс та музикант у галузі свінгу Бенні Гудмен. Хоча Іствуд тоді вже мав успіхи в освоюванні акторської професії, 23 жовтня 1955 року «Universal» розірвала з ним контракт.
Після завершення дії контракту з Лабіним, який зробив великий вклад в ставновленя кінокар'єри Іствуда, запросивши його у фільм «Перша мандрівна продавщиця» (1956), що на сьогодні вважається першою значною роллю актора, а потім ще зняв його у стрічці «Японська авантюра» (1957), у актора почалися труднощі щодо продовження своєї кар'єри, через що йому довелося шукати нових кіноагентів, якими стала «Агенція Марша». Потім, після консультацій щодо фінансових питань з Ірвінгом Леонардом, Іствуд, за його порадою, 1956 року перейшов до «Агенції Куміна-Оленіка», а після цього у 1957 році до «Агенції Мітчелла Герца». Того ж 1956 року Іствуд отримав кілька невеликих ролей у вигляді темпераментного армійського офіцера в серіалі «Рідерс Дайджест» телемережі ABC та члена банди мотоциклістів в одному з епізодів серіалу «Дорожній патруль». 1957 року він зіграв курсанта в серіалі «Вест-Пойнт» та золотошукача-самогубця в телефільмі «Дні Долини Смерті».

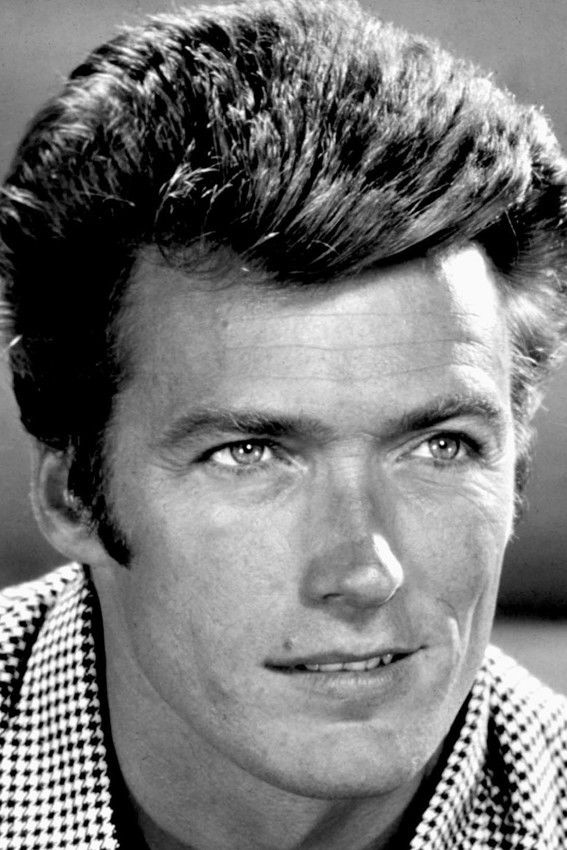
Іствуд у 1960 році

1958 року Іствуд зіграв лейтенанта військово-морського флоту в епізоді серіалу «Військово-морський журнал», а на початку 1959 року отримав епізодичну примітну роль Реда Гардігана, боягузливого лиходія, який має намір одружитися з багатою дівчиною через гроші, в серіалі «Меверік», з Джеймсом Гарнером у головній ролі. Окрім цього, 1958 року Іствуд зіграв епізодичну роль льотчика у фільмі «Ескадрильї Лафайєтт» (1958) та виконав головну роль колишнього ренегата Конфедерації у «Засідці на перевалі Сімаррон», картині, яку сам актор вважає «нижчою точкою» його кар'єри.
Того ж 1958 року Іствуд отримав роль Роуді Йєйтса у вестерні каналу CBS «Сиром'ятний батіг», який виходив серіями тривалістю в одну годину. Серіал став проривом у його кар'єрі, якого він так довго прагнув. Проте актору не дуже подобалося виконання цього персонажу, бо йому було вже майже 30 років, тоді як Роуді за сюжетом був дуже молодим та незграбним, що було для нього не солідно. Знімання розпочали в Аризоні влітку 1958 року. Серіалу знадобилося всього три тижні, щоб потрапити у «двацятку» найкращих у телевізійних рейтингах, хоча він так і не здобув нагороду «Еммі», протягом наступних декількох років він продовжував мати великий успіх, досягнувши своєї максимальної шостої сходинки в рейтингах телепереглядів між жовтнем 1960—квітнем 1961 років. Роки знімання у «Сиром'ятному батогу» (1959—1965) були одними з найвиснажливіших у кар'єрі Іствуда, актору часто доводилося зніматися по шість днів на тиждень, працювати в середньому по 12 годин на день, при цьому деякі режисери все одно дорікали йому у недостатньо наполегливій роботі. На кінець 1963 року рейтинги серіалу почали знижуватися, а його сценаріям стало бракувати «свіжості», через що в середині сезону 1965—1966 років його трансляцію скасували. Знімаючись у «Сиром'ятному батогу» Іствуд зробив свою першу спробу стати режисером, коли зняв кілька трейлерів до нього, але не зміг переконати продюсерів дозволити йому знімати серії цілком. Якщо протягом першого сезону «Сиром'ятного батога» Іствуд заробляв 750 доларів за епізод, то на момент завершення його трансляції він отримував 119 000 доларів за серію, як вихідну компенсацію.

### 1960-ті роки

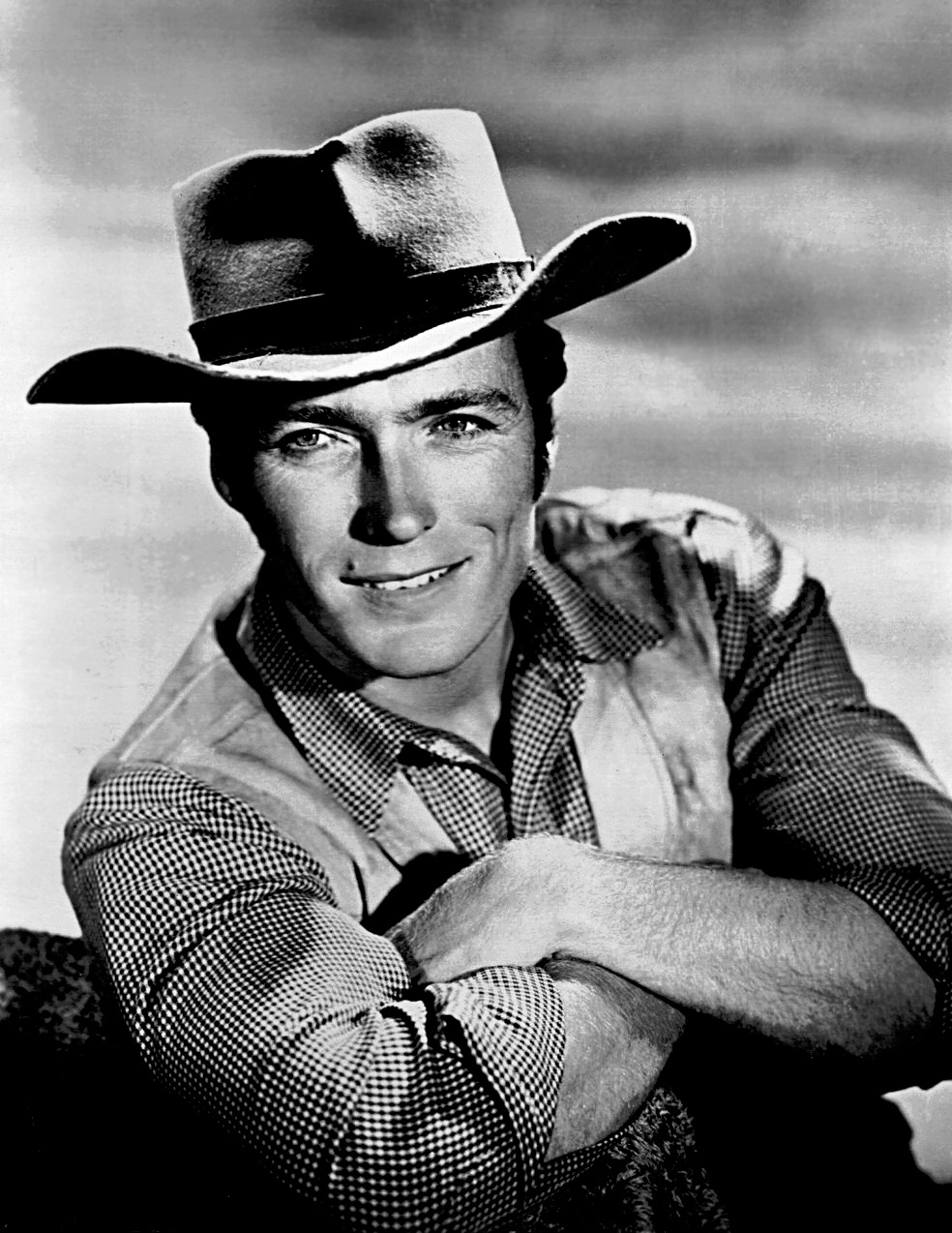
Іствуд у 1961 році

Наприкінці 1963 року партнер Іствуда по серіалу «Сиром'ятний батіг» Ерік Флемінг відхилив пропозицію знятися у вестерні італійського виробництва під назвою «За жменю доларів» (1964), знімання якого мало проходити у віддаленому регіоні Іспанії, у відносно невідомого режисера Серджо Леоне. Після цього актор Річард Гаррісон, знаючи що Іствуд зможе переконливо зіграти ковбоя, запропонував його кандидатуру Леоне. Іствуд вважав, що фільм дозволить позбавитися йому іміджу, сформованого у «Сиром'ятному батогу». Він підписав контракт із заробітною платою у розмірі 15 000 доларів за одинадцять знімальних тижнів та премією у вигляді автомобіля Mercedes-Benz після завершення зйомок. Пізніше Іствуд висловлювався щодо перехіду від телевізійного вестерну до картини «За жменю доларів» словами: «У „Сиром'ятному батогу“ я страшенно втомився грати звичайного „білого капелюха“. Героя, який цілує старих дам та собак, який був добрим до всього. Я вирішив, що настав час стати антигероєм». У фільмі Іствуду довелося втілити характерний візуальний стиль персонажу «Людини без імені», який часто палив, хоча у актора в житті не було цієї шкідливої звички. Леоне наполягав на тому, щоб паління сигар актором було невід'ємним компонентом «маски», яку він намагався створити для персонажу.
Стрічка «За жменю доларів» стала важливою віхою у розвитку так званого жанру «спагеті-вестернів»: Леоне зобразив ще беззаконніший та безлюдніший світ, ніж то було в традиційних вестернах та кинув виклик американським стереотипам про героя Заходу своїм морально неоднозначним антигероєм. Успіх фільму зробив Іствуда великою зіркою в Італії, через що йому знову запропонували головну роль у фільмі «На декілька доларів більше» (1965), який став другою стрічкою трилогії з вестернів Леоне. Надалі, за сприянням сценариста Лучано Вінченцоні права на цей фільм та останню стрічку трилогії «Хороший, поганий, злий», яка вийшла 1966 року, були продані компанії «United Artists» приблизно за 900 000 доларів.
У січні 1966 року Іствуд познайомився у Нью-Йорку з продюсером Діно де Лаурентісом та погодився зіграти головну роль у стрічці-антології з п'яти частин, яка не була вестерном, під назвою «Відьми» (вийшов 1967 року), разом із дружиною Де Лаурентіса, Сільваною Мангано. Знімання 19-хвилинної частини фільму з Іствудом зайняло лише кілька днів, при цьому його гра не сподобалася критикам, один із них написав: «Жоден з його виступів не був настільки „несхожим на Клінта“».
Через два місяці Іствуд почав роботу над фільмом «Хороший, поганий, злий», де знову зіграв загадкову «Людину без імені». У ньому, як і у другій картини трилогії, знову знявся Лі Ван Кліф, у ролі безжального шукача щастя, а Елай Воллак зобразив мексиканського бандита Туко Раміреса. Сюжетна лінія включала пошук головними героями схованки із золотом Конфедерації, закопаної на цвинтарі. На зніманні фільму трапився неприємний інцидент. Під час знімання сцени підриву мосту Іствуд закликав Воллака відійти на вершину пагорба, словами: «Я знаю що це за речі. Тримайтеся якнайдалі від спецефектів та вибухівки». Однак, через кілька хвилин після цього, замішання серед знімальної групи, викликане вигуком «Вая!» — призвело до передчасного вибуху, який майже не вбив Воллака.
|                                                     | Я хотів зіграти з економією слів і створити відчуття цілісності за допомогою пози та руху. Це був саме той персонаж, якого я давно собі уявляв, який зберігає таємницю, натякаючи на те, що сталося в минулому. Це сталося після розчарування надто тривалою участю у „Сиром'ятному батогу“. Я відчував, що чим менше він говорив, тим сильнішим він ставав і тим більше зростав в уяві публіки |
| — Іствуд про втілення персонажа «Людини без імені», | |

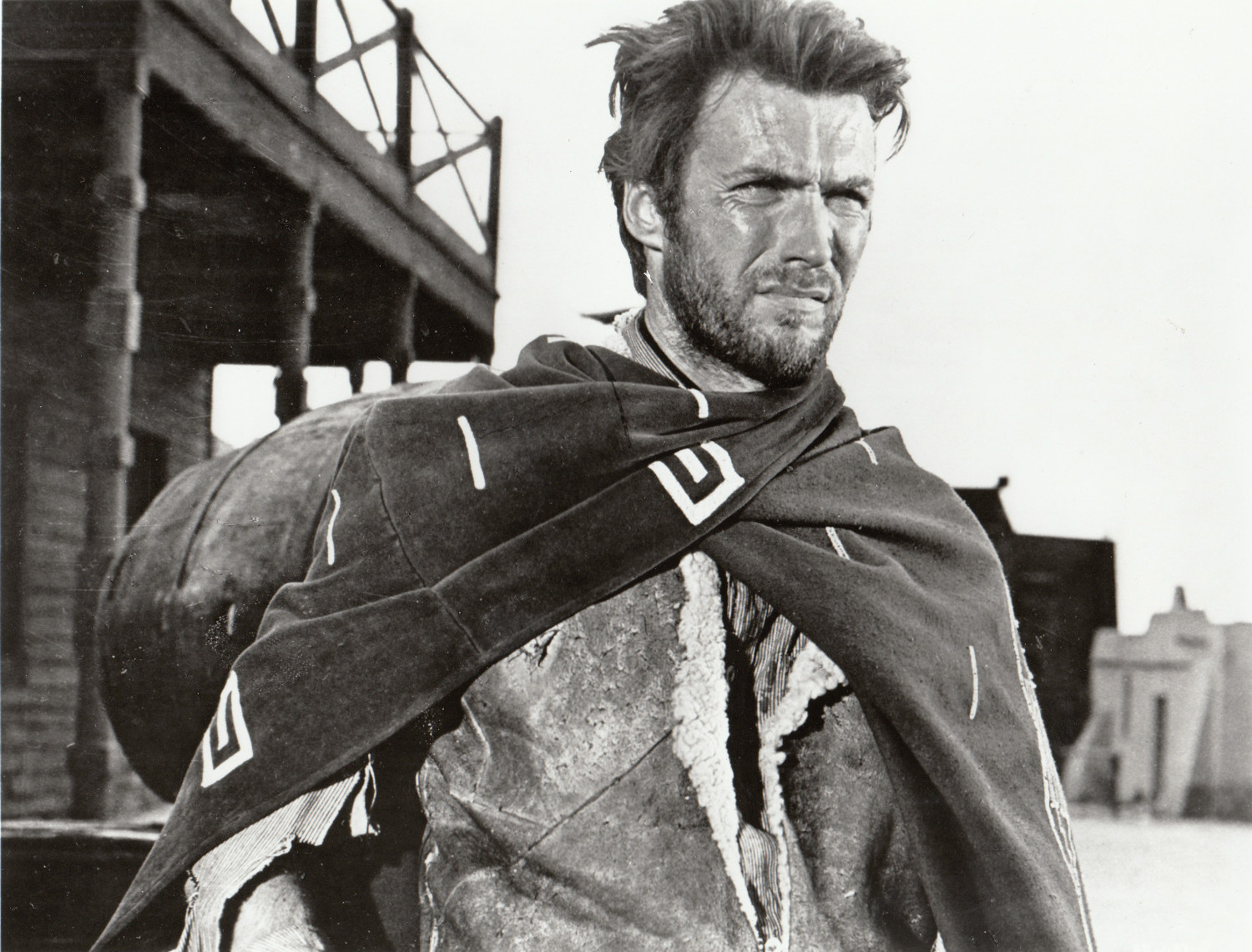
Іствуд в образі «Людини без імені» у фільмі Серджо Леоне «За жменю доларів» (1964), який надалі використовувався у низці інших стрічок

Трилогія фільмів з Іствудом типу «Долари» не випускалася в США до 1967 року, коли 18 січня відбулася прем'єра «За жменю доларів», 10 травня — «На декілька доларів більше», а 29 грудня — «Хороший, поганий, злий». Успішні за касовими зборами фільми, особливо «Хороший, поганий, злий», який зрештою зібрав в прокаті 8 мільйонів доларів, перетворили Іствуда на велику кінозірку, актор вперше потрапив у рейтинг Квіглі «Десятка найприбутковіших зірок» 1968 року, де він посів п'яте місце. Проте всі три фільми отримали погані критичні оцінки, чим започаткували надалі боротьбу Іствуда за визнання американських кінокритиків. Джудіт Кріст схарактеризувала «За жменю доларів» як «дешевку», а видання «Newsweek» назвало картину «На декілька доларів більше» «страшенно тупою». Рената Адлер із «The New York Times» сказала, що «Хороший, поганий, злий» був «наймарнотратнішим, найпобожнішим та найогиднішим фільмом в історії цього своєрідного жанру». Журнал «Time» звернув увагу на «скуту» гру акторів у фільмі, особливо Іствуда, хоча деякі критики, такі як Вінсент Кенбі та Бозлі Кровтер із «The New York Times», похвалили його «крутість». Тоді як операторська робота у фільмах Леоне отримала широке визнання, навіть серед критиків, які зневажливо відгукувалися щодо акторської гри у них..
Надалі Іствуду, як зірці, стали пропонувати ще більше ролей. Він погодився на головну роль в американському ревізіоністському вестерні «Повісь їх якомога вище» 1968 року, де також грали Інгер Стівенс, Пет Гінгл, Денніс Гоппер, Ед Беглі, Алан Гейл-молодший, Бен Джонсон, Брюс Дерн та Джеймс Макартур. Іствуд зіграв персонажа, який взяв значок маршала і прагне помститися судовому виконавцю після того, як він зазнав самосуду та лінчуванню і його кинули вмирати. За фільм Іствуд отримав 400 000 доларів та 25 % прибутку від його касових зборів. Використовуючи гроші, зароблені на «Доларовій» трилогії, радник Іствуда Ірвінг Леонард допоміг йому заснувати його власну продюсерську компанію «Malpaso Productions», названу на честь місцевості Мальпасо-Крік, в окрузі Монтерей, Каліфорнія, де актор мав власність. За місяць до виходу фільму, 38-річний Іствуд був все ще доволі маловідомим, частина громадськості, попри його зірковий статус, ще досі про нього не знала, про що свідчила стаття від липня 1968 року синдикованого оглядача Дороті Меннерс: «Обиватель на вулиці досі питає „Хто такий Клінт Іствуд?“». Створення «Повісь їх якомога вище» організував Леонард спільно з «United Artists», вихід фільму в серпні 1968 року, відзначився найбільшими касовими зборами в історії цієї компанії, які були зібрані протягом першого прокатного тижня. Стрічка отримала високі оцінку критиків, у тому числі Арчера Вінстена з «New York Post», який назвав її «вестерном надійності, мужності, небезпеки та хвилювання».
Ще до виходу «Повісь їх якомога вище» Іствуд почав зніматися у фільмі «Блеф Куґана», який вийшов 1968 року, що оповідав про заступника шерифа штату Аризона, який вистежує злочинця-психопата (у виконані Дона Страуда), що розшукується в Нью-Йорку. За знімання у фільмі компанія «Universal Studios» запропонувала Іствуду рекордний для нього гонорар в 1 мільйон доларів. Перед цим Дженнінгс Ленг організував для Іствуда зустріч з Доном Сігелом, контрактним директором «Universal», що надалі став його близьким другом. В результаті подальшого творчого партнерства Іствуда з Сігелом, що тривало протягом понад десяти років, вийшло п'ять фільмів за участю актора. Фільм, знімання якого розпочали у листопаді 1967 року, ще до остаточного завершення сценарію, викликав суперечки через зображення насильства. «Блеф Куґана» також став першою картиною Іствуда за участю аргентинського композитора Лало Шифріном, який надалі написав музику до цілої низки його фільмів 1970-х і 1980-х років, включаючи стрічки про «Брудного Гаррі».
Наступним фільмом Іствуда стала військова епопея «Куди залітають тільки орли» 1968 року, за яку він отримав 750 000 доларів, вона оповідала про загін часів Другої світової війни, що стрибає з парашутами у цитадель гестапо в альпійських горах. Річард Бертон грав командира загону, а Іствуд персонажа, який був його правою рукою. Цього часу Іствуда також обрали на роль Дволикого у телесеріалі про Бетмена, але знімання цього проєкту так і не відбулося.
Потім, 1969 року Іствуд знявся в єдиному у своїй кар'єрі мюзиклі, «Пофарбуй свій фургон». У цій стрічці Іствуд та Лі Марвін грали золотошукачів, які купують на аукціоні у мормонського поселенця його найменш кохану дружину (у виконані Джин Сіберг). Створенню фільму заважали погана погода та затримки, через що його бюджет зрештою перевищив 20 мільйонів доларів, що було дуже дорого для того часу. Хоча мюзикл не мав як критичного, так і касового успіху, він був номінований на премію «Золотий глобус» за найкращий фільм — мюзикл або комедію.

### 1970-ті роки
1970 року Іствуд знявся разом із Ширлі Мак-Лейн у вестерні «Два мула для сестри Сари», режисера Дона Сігела. У фільмі розповідається про американського найманця, який приєднується до повії, замаскованої під черницю, та зрештою допомагає групі повстанців Беніто Хуареса, за часів правління у Мексиці імператора Максиміліана I. Цього разу Іствуд знову зіграв «загадкового незнайомця» — неголеного, у накидці, схожій на серапе, який теж курить сигару. Попри те, що вестерн отримав стримані відгуки, він був внесений до рейтингу «1000 найкращих коли-небудь створених фільмів», складеного газетою «The New York Times». Приблизно цього часу Іствуд знявся у фільмі про Другу світову війну, «Герої Келлі» (також вийшов 1970 року), де він, разом з Дональдом Сазерлендом і Теллі Саваласом, зіграли учасників групи американських військових, які викрали золоті запаси нацистів. «Герої Келлі» став останньою акторською роботою Іствуда, створеною не його власною компанією «Malpaso Productions». Знімання розпочали у липні 1969 року в Югославії та Лондоні. Фільм отримав переважно позитивні відгуки, зокрема здобули визнання його антивоєнні настрої. Наступним фільмом Іствуда та Сігела став «Обдурений» (1971), знімання якого вони почали планувати ще під час зими 1969—1970 років, стрічка розповідала про пораненого солдата Армії Союзу (у виконанні Іствуда), якого тримає в полоні сексуально-незадоволена наглядачка (у виконанні Джеральдін Пейдж) із школи для дівчат одного з південних штатів. Після свого виходу фільм отримав широке визнання у Франції й вважається французькими критиками однією з найкращих робіт Іствуда. Однак у прокаті фільм зібрав менше 1 мільйона доларів, за словами Іствуда, причиною касового провалу стала погана реклама та «кастрованість» його ролі, такої ж думки був і Дженнінгс Ленг.
З виходом 1971 року фільму «Зіграй мені перед смертю» відбувся поворотний момент в кар'єрі Іствуда, в результаті якого він дебютував як режисер. Ідея фільму, де виробництвом займалося «Malpaso Productions», а Іствуд отримував бажаний творчий контроль на процесом знімань, обговорювалася з Ірвінгом Леонардом, невдовзі до його смерті. Сюжет оповідав про джазового диск-жокея на ім'я Дейв (у виконанні Іствуда), який мав короткотривалий роман зі своєю радіо-слухачкою на ім'я Евелін (у виконанні Джессіки Волтер), яка до цього неодноразово дзвонила ночами йому на радіостанцію, прохаючи його поставити її улюблену пісню Ерролла Гарнера «Misty». Надалі, після припинення Дейвом їхніх стосунків, засмучена Евелін стала його смертоносною переслідувачкою. Знімання розпочали в Монтереї у вересні 1970 року і воно включало кадри Монтерейського фестивалю джазу, що проходив того року. Фільм отримав високі оцінки критиків, зокрема Джея Кокса з журналу «Time», Ендрю Сарріса з «Village Voice» та Арчера Вінстена з «New York Post». Також високу оцінку отримали режисерські здібності та гра Іствуда, а Волтер номіновано на премію «Золотий глобус», за найкращу драматичну жіночу роль.
|                                                     | Я знаю, про що ти думаєш: «Він зробив шість пострілів чи тільки п'ять?» Ну, чесно кажучи, у всій цій метушні я сам трохи збився з пантелику. Але, враховуючи, що це «Магнум 44», найпотужніший у світі револьвер, який начисто розтрощить твою макітру, ти повинен поставити собі лише одне запитання: «Чи пощастить мені?» Ну так що, шмаркачу? |
| — слова персонажа Іствуда у фільмі «Брудний Гаррі», | |

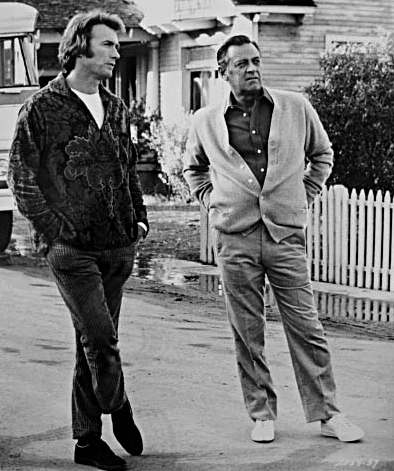
Клінт Іствуд та Вільям Голден у фільмі «Брізі» (1973)

1971 року Іствуд зіграв головну роль у фільмі «Брудний Гаррі», за сценарієм Гаррі Джуліана Фінка. Сюжет фільму зосереджувався на безкомпромісному інспекторі поліції Нью-Йорка (у наступних стрічках-продовженнях фільму цей персонаж вже діяв у Сан-Франциско) на ім'я Гаррі Каллаган, що отримав прізвисько «Брудний Гаррі», який сповнений рішучості будь-якими методами зупинити психічно хворого вбивцю. Надалі Брудного Гаррі стали називати найбільш запам'ятовуваним персонажем Іствуда, а фільму приписували винахід кіножанру «некерованного копа». Письменник Ерік Ліхтенфельд стверджував, що роль Іствуда у ролі Брудного Гаррі стала «першим справжнім архетипом» жанру бойовиків. Його слова (процитовані вище) розглядаються істориками вогнепальної зброї, такими як Гаррі Джеймс та Річард Венола, як «сила», що збільшила кількість охочих придбати револьвери під патрон «Магнум 44», а саме «Сміта і Вессона 29», який носив Гаррі Каллаган, у США до не бачених досі показників. «Брудний Гаррі», що вийшов у грудні того ж року, зібрав в прокаті США та Канади 22 мільйони доларів. Він став найкасовішим фільмом Дона Сігела, який започаткував цілу серію картин за участю персонажа Гаррі Каллагана. Хоча низка критиків високо оцінили гру Іствуда в ролі Брудного Гаррі, зокрема Джей Кокс вказував що актор «у цьому випадку продемонстрував свою найкращу гру, напружену, жорстку, сповнену безумовного ототожнення зі своїм персонажем», фільм також повсюдно критикувався як «фашистський». Протягом наступних 1972 та 1973 років Іствуд посідав перше місце у рейтингу Квіглі «Десятка найприбутковіших зірок», де до цього він протягом двох попередніх років знаходився на другому місці.
Після заяви Шона Коннері про те, що він більше не гратиме Джеймса Бонда, цю роль запропонували Іствуду, але він відмовився, оскільки вважав, що цього персонажа повинен грати лише англійський актор. 1972 року він зіграв героя-одинака у вестерні «Джо Кідд», що був натхнений реальною особою, Рейєзом Лопезом Тіхеріною, який у червні 1967 року здійснив напад на будівлю суду в Тьєрра-Амарилья, штат Нью-Мексико. Під час знімання Іствуд переніс прояви бронхіальної інфекції та пережив кілька панічних атак. «Джо Кідд» отримав неоднозначну зустріч: Роджер Грінспан із «The New York Times» писав, що фільм був нічим не примітний, з безглуздим символізмом та недбалим монтажем, хоча і похвалив гру Іствуда.
Першим вестерном Іствуда, де він виступив як режисер, став «Бродяга високогірних рівнин» 1973 року, у якому він також і зіграв. У фільмі порушувалася тема моральності та вищих сил, яку пізніше розвинено у вестерні «Блідий вершник». Сюжет оповідав про таємничого незнайомця (у виконанні Іствуда), який прибуває у тихе містечко на Заході, де люди наймають його для захисту їх від трьох злочинців, які незабаром мають вийти з в'язниці. Протягом фільму існує плутанина у плані незрозумілості, чи незнайомець є братом депутата, якого злочинці лінчували та вбили, чи він є його примарою. Прогалини сюжету заповнювалися чорним гумором та алегорією, створених під впливом робіт Серджо Леоне. Ревізіоністський за складовою фільм, попри неоднозначну оцінку критиків, мав великий касовий успіх. Ряд критиків вважали режисуру Іствуда «настільки неоригінальною, наскільки вона була виразною». Артур Найт з видання «Суботній огляд» зауважив, що Іствуд «ввібрав підходи Сігела і Леоне та поєднав їх зі своїм власним параноїдальним баченням суспільства». Джон Вейн, який відмовився від ролі у цьому фільмі, невдовзі після його виходу відправив Іствуду листа, в якому скаржився, що показані у ньому «городяни не уособлюють справжній дух американських першопрохідців, дух, який зробив Америку великою».

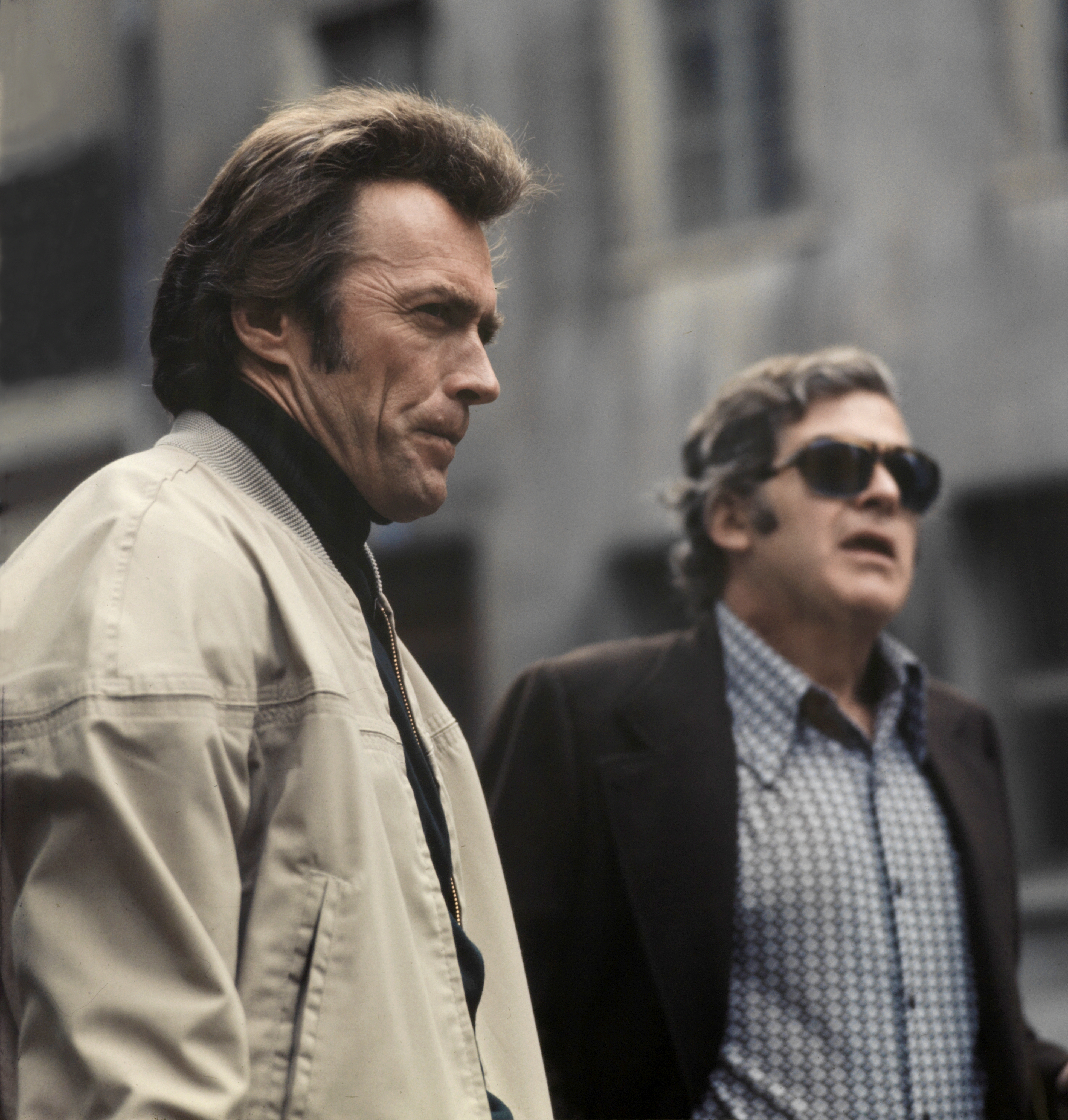
Клінт Іствуд у фільмі «Санкція на піку Ейгера» (1975)

Того ж 1973 року, Іствуд зосередився на зніманні фільму «Брізі», який оповідав про кохання, що розвивається між чоловіком середніх років та дівчинкою-підлітком. Під час підбору акторів на знімання фільму Іствуд вперше зустрів Сондру Локк, акторку, яка протягом наступних десяти років зіграла головні ролі у шести його картинах та стала однією з найважливіших фігур у його житті. Роль головної героїні на ім'я Брізі, отримала Кей Ленц, а Локк відмовили через її 29-річний вік, що майже вдвічі більше від того віку, який мав бути за сценарієм. Фільм, який зняв Іствуд з кінооператором Френком Стенлі дуже швидко та якісно, коштував 1 мільйон доларів, що вкладалося в рамки його бюджету, та був завершений на три дні раніше запланованого графіку. Проте стрічка не мала значного успіху як у критиків, так і за касовими зборами.
Після завершення знімання «Брізі» компанія «Warner Bros.» оголосила, що Іствуд погодився знову зіграти роль Каллагана у «Силі Магнума» (1973), сиквелі «Брудного Гаррі», про групу молодих офіцерів-шахраїв одного з поліцейських відділків Сан-Франциско (ролі яких, серед інших, виконали Девід Соул, Роберт Уріх та Тім Метісон), які систематично знищують найзлісніших злочинців міста. Попри те що фільм мав великий касовий успіх, зібравши в США 58,1 мільйона доларів (що стало рекордом для Іствуда), він не мав успіху у критиків. Критик «The New York Times», Нора Сейр, розкритикувала часто протилежні моралі теми фільму, тоді як Френк Річ, з тієї ж газети, назвав його «тим же старим матеріалом».
1974 року Іствуд разом з Джеффом Бріджесом і Джорджем Кеннеді зіграв у пригодницькому бойовику «Громила і Стрибунець», дорожній картині про досвідченого грабіжника банків Тандерболта (у виконанні Іствуда) і молодого шахрая-волоцюги Лайтфута (у виконанні Бріджеса). Після виходу на екрани навесні того року фільм отримав високу оцінку критиків, як оригінальна комедія, у якій саспенс поєднувався з трагедією, тоді як у прокаті він мав скромний успіх, зібравши 32,4 мільйона доларів. Хоча гру Іствуда й відзначили критики, та Бріджес перевершив його у цьому плані, за що його номінували на премію «Оскар» за найкращу чоловічу роль другого плану. Повідомлялося, що Іствуд був обурений відсутністю визнання його «Оскаром», через що заприсягся більше ніколи не працювати з компанією «United Artists».
Наступний фільм Іствуда «Санкція на піку Ейгера» 1975 року оснований на однойменному шпигунському романі Тревейніана, що отримав визнання критиків. У ньому Іствуд грає Джонатана Гемлока (спочатку ця роль призначалася для Пола Ньюмена), найманого вбивцю, що став професором мистецтв у коледжі, який вирішив повернутися до своєї колишньої професії, щоб взятися за останнє «завдання», в обмін на рідкісну картину Пісарро. У процесі знімання актор мав у небезпечних умовах піднятися північним схилом піку Айгер у Швейцарії. Перш ніж 12 серпня 1974 року у Гріндельвальді, Швейцарія, почалося знімання фільму, з виконанням трюків, влітку того ж року Іствуд кілька тижнів провів у парку Йосеміті, навчаючись скелелазінню у альпініста Майка Гувера. В процесі знімання групу спіткала низка нещасних випадків, у тому числі один із смертельним наслідком. Після виходу в травні того року, «Санкція на піку Ейгера» мала незначний касовий успіх, зібравши у прокаті 14,2 мільйона доларів, та отримала неоднозначні відгуки критиків. Джой Гулд Бойум із «The Wall Street Journal» назвав фільм «брутальним фентезі». Іствуд звинуватив компанію «Universal Studios» у поганому просуванні фільму і відвернувся від них, уклавши угоду з «Warner Brothers», через Френка Веллса, яка діє до сьогодні.
1976 року вийшов «Джосі Вейлз — людина поза законом», вестерн, натхненний однойменним романом 1972 року Аси Картера, головний герой якого на ім'я Джосі Вейлз (у виконанні Іствуда) був партизаном, що воював на боці Конфедерації та відмовився здати зброю державі після завершення Громадянської війни у США, через що він став переслідуватися правоохоронними органами у південно-західних прикордонних територіях США. У ролях другого плану виступили Сондра Локк, що зіграла любовне захоплення героя фільму, та справжній індіанський вождь Ден Джордж, у ролі літнього черокі, який здружується з Вейлзом. В процесі знімання продюсер Боб Дейлі, за наказом Іствуда, звільнив режисера Філіпа Кауфмана, внаслідок чого Гільдія режисерів Америки наклала штраф у розмірі близько 60 000 доларів. Згодом Гільдія закріпила цю практику введенням нового положення, що залишає за нею право накладати великий штраф на продюсера за звільнення, або заміну режисера. Фільм попередньо демонструвався у Центрі мистецтв та гуманітарних наук Сан-Веллі в Айдахо, під час шестиденної кіноконференції, що мала назву «Вестерн-стрічки: міфи та образи». На показ було запрошено кількох авторитетних кінокритиків, зокрема Джея Кокса та Артура Найта; таких режисерів, як Кінг Відор, Вільям Вайлер та Говард Гоукс; та ряд науковців в галузі мистецтв. Після свого виходу на екран влітку того року, «Джосі Вейлз» отримав широке визнання публіки, низка критиків та глядачі визнали роль Іствуда як культову, пов'язану зі споконвічним минулим Америки і долею нації після Громадянської війни в США. Критик Роджер Еберт порівнював характер та вразливість образу Джосі Вейлза, зображеного Іствудом, з його персонажем «людини без імені», що з'являлася у вестернах серії «Долари», та похвалив атмосферу картини. Пізніше фільм потрапив до рейтингу журналу «Time» «10 найкращих фільмів року».

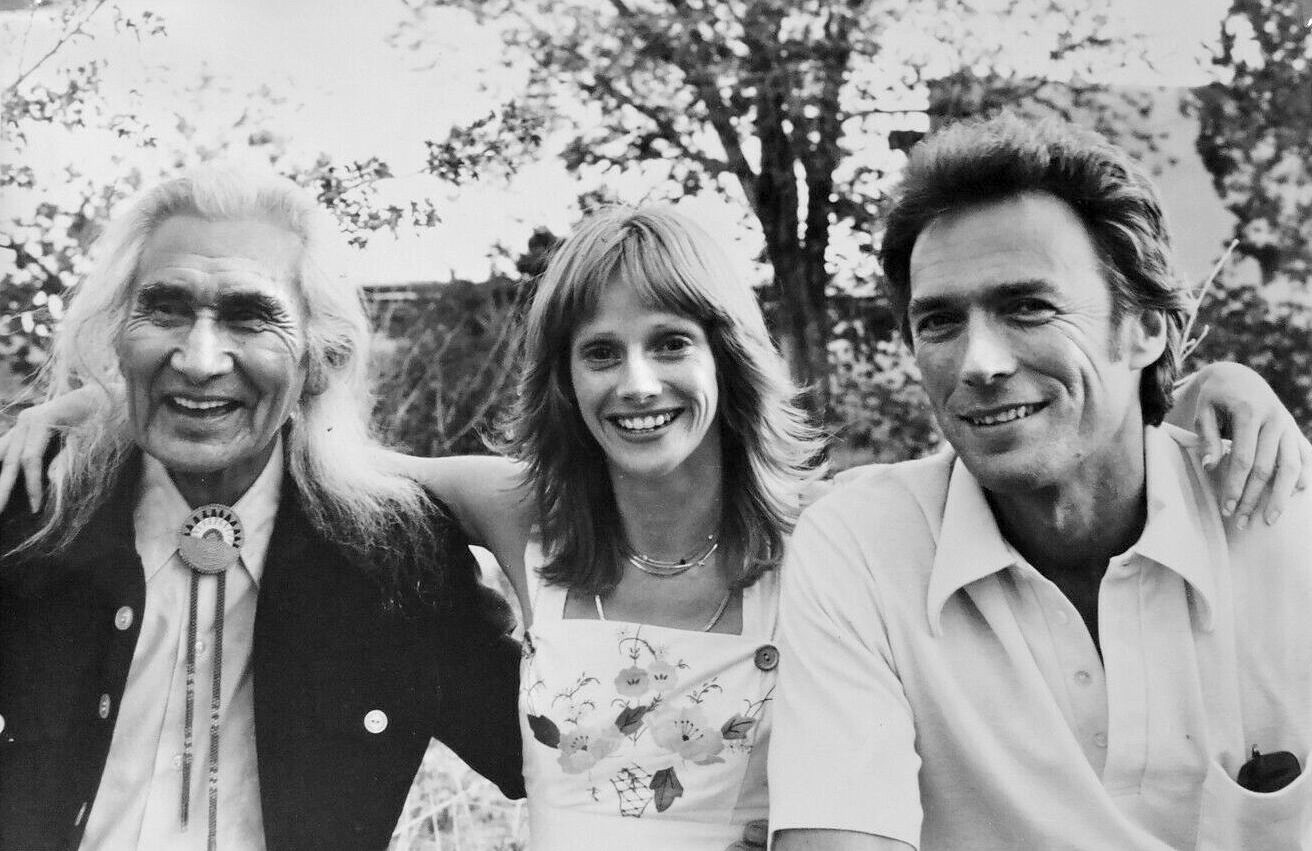
Вождь Ден Джордж з Локк та Іствудом на барбекю в Санта-Фе, Нью-Мексико, під час презентації фільму «Джосі Вейлз — людина поза законом» (1976)

Надалі Іствуду пропонували роль Бенджаміна Л. Вілларда у фільмі Френсіса Копполи «Апокаліпсис сьогодні», але він відмовився, оскільки не хотів проводити тижні на зніманні на Філіппінах. Він також відмовився від ролі командира взводу у фільмі Теда Поста про Війну у В'єтнамі «Йди скажи спартанцям» і натомість вирішив зняти третій фільм про Брудного Гаррі, «Підкріплення» (1976). У фільмі Каллаган об'єднався з новим персонажем, жінкою-офіцером (у виконанні Тайн Дейлі), щоб протистояти групі злочинців, яка діяла в районі затоки Сан-Франциско та нагадувала Сімбіонську визвольну армію. Фільм, кульмінацією якої стала перестрілка на острові Алькатрас, хоча і був значно коротшим за тривалістю, ніж попередні стрічки про Брудного Гаррі (95 хвилин), проте мав великий комерційний успіх, він зібрав 100 мільйонів доларів в усьому світі і став найкасовішим фільмом Іствуда на той момент.
1977 року Іствуд знявся у фільмі «Крізь стрій», разом з Сондрою Локк, Петом Гінглом, Вільямом Прінсом, Біллом Маккінні та Марою Кордей. У цьому фільмі він зіграв поліцейського, що проштрафився, якому доручено супроводжувати повію з Лас-Вегаса до Фінікса для надання свідчень проти мафії. Попри середній успіх у глядачів, критики неоднозначно поставилися до фільму, багато хто вважав його надмірно жорстоким. Роджер Еберт, навпаки, дав фільму три зірки і назвав його «класичним Клінтом Іствудом: стрімким, лютим та кумедним». У наступному фільмі «Як не крути — програєш» 1978 року Іствуд виконав нехарактерну та незвичайну для нього комедійну роль. Його персонаж, Філо Беддоу, далекобійник та скандаліст, що блукає американським Заходом у пошуках втраченої коханки (у виконанні Локк) у супроводі свого найкращого друга Орвілла Боггса (у виконанні Джефрі Льюїса) та орангутана на ім'я Клайд. Негативно сприйнятий критиками, фільм, на подив його авторів, мав великий успіх серед глядачів, посівши друге місце за касовими зборами серед картин 1978 року, та й досі вважається найкасовішою стрічкою Іствуда в США.
1979 року Іствуд зіграв у фільмі «Втеча з Алькатраса», останньому з його фільмів за участю Дона Сігела. Стрічка заснована на реальній історії Френка Лі Морріса, який разом із Джоном та Кларенсом Енглінами втік із сумнозвісної Федеральної в'язниці «Алькатрас» у 1962 році. Фільм мав великий успіх; Стенлі Кауффманн із видання «The New Republic» назвав його «кришталевим кіно», а Френк Річ із «Time» назвав його «крутою кінематографічною витонченістю».

### 1980-ті роки
1980 року Іствуд зняв та виконав головну роль у фільмі «Бронко Біллі», разом з ним зіграли Сондра Локк, Скетмен Крозерс та Сем Боттомс. Іствуд назвав «Бронко Біллі» одним з найспокійніших знімань у його кар'єрі, а біограф Річард Шикел стверджував, що Бронко Біллі — його найсамореферентніший персонаж. Якщо фільм сподобався критикам, то для самого Іствуда він став касовим провалом. Джанет Маслін із «The New York Times» написала, що картина стала «найкращим і найсмішнішим фільмом Клінта Іствуда за довгий час», і похвалила його режисуру, при цьому гармонійно зіставивши «старий Захід» з «новим Заходом». Фільм «Як тільки зможеш», що вийшов пізніше того ж року і в якому Іствуд теж виконав головну роль, був продовженням картини «Як не крути — програєш». Фільм отримав багато поганих відгуків критиків, хоча Маслін назвала його «смішніше і навіть краще, ніж його попередник». Попри це, «Як тільки зможеш» мав великий касовий успіх у кінотеатрах протягом різдвяного кіносезону і потрапив до «п'ятірки» найкасовіших фільмів року.

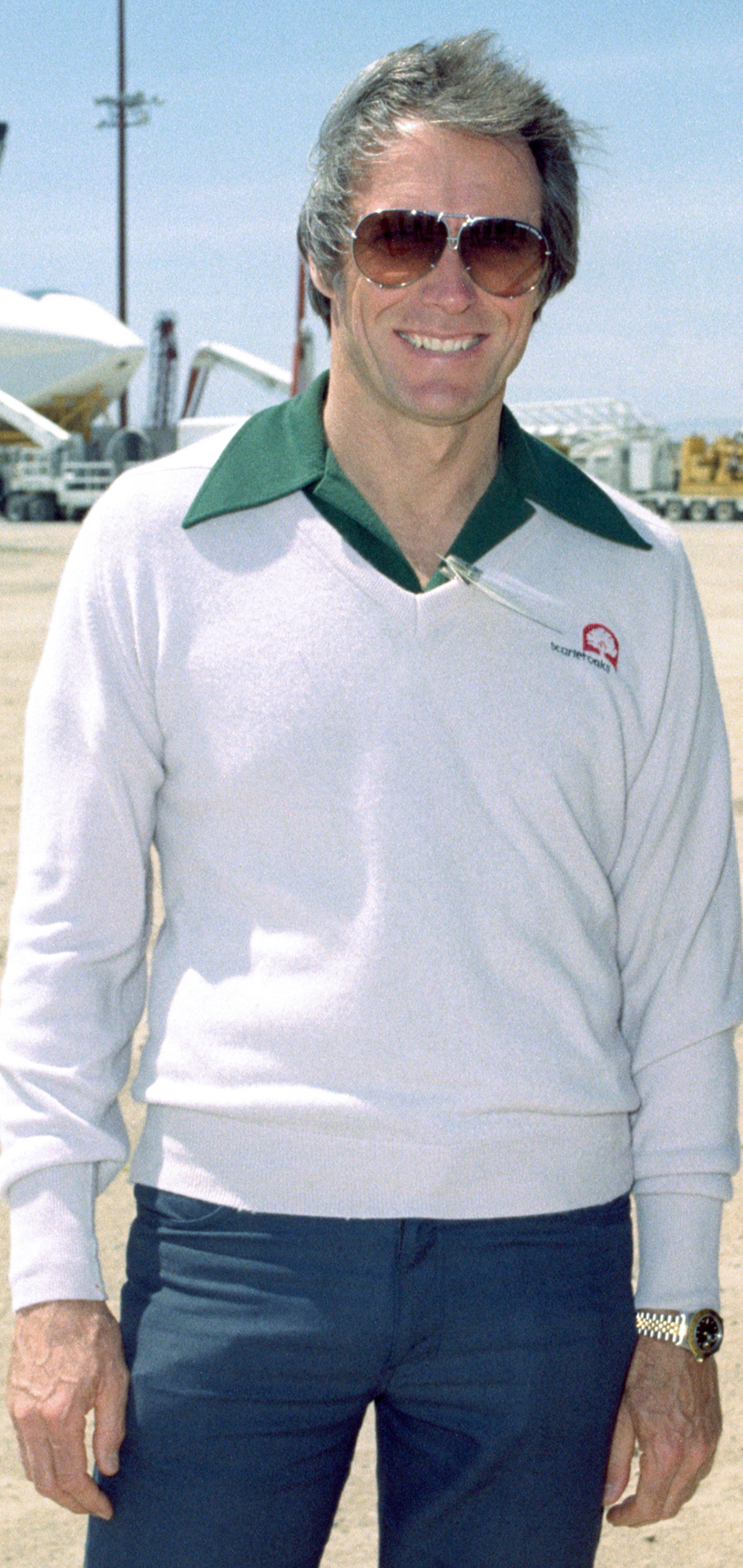
Клінт Іствуд у 1981 році

1982 року Іствуд знявся у фільмі «Людина з притону», заснованому на однойменному романі Кленсі Карлайла, дія якого відбувалася за часів Великої депресії. Іствуд зіграв співака із Заходу США, Реда Стовелла, який бореться за життя, хворіючи на туберкульоз, що нарешті отримав можливість досягти успіху, через виступ на радіопередачі «Grand Ole Opry». До місця запису пісні, Нашвілла, штат Теннессі, співака супроводжує його молодий племінник (якого зіграв син Іствуда — Кайл). У США хороші відгуки фільму дав лише журнал «Time», більшість рецензентів критикували поєднання його стриманого гумору з трагедією. Тоді як у Франції фільм був більш позитивно зустрінутий, там його порівняли з картиною Джона Форда «Грона гніву», а на сайті Rotten Tomatoes він отримав дуже високий рейтинг, який склав 93 відсотки. Приблизно водночас Іствуд зняв, спродюсував та виконав роль у «Вогняному лисі», фільмі на тему Холодної війни. Картина, основана на однойменному романі 1977 року, написаному Крейгом Томасом, хоча й була знята раніше за фільм «Людина з притону», але вийшла після нього. Через те, що проведення знімання у Росії, відповідно сценарію, були неможливі через Холодну війну, тому задля імітації безлічі євразійських сюжетних місць, було вирішено знімати фільм у Відні та інших частинах Австрії. На той момент фільм став найбюджетнішим серед інших картин Іствуда, вартість його виробництва становила 20 мільйонів доларів. Журнал «People» порівняв цю роль Іствуда з «Люком Скайвокером, який застряг у душі Брудного Гаррі».
1983 року Іствуд знявся у четвертому фільмі типу «Брудний Гаррі», «Раптовий удар», який вважається «найпохмурішим» і «найжорстокішим» у серії цих картин. На той час Іствуд отримував 60 відсотків всього прибутку від прокату фільмів, у яких він знімався та був режисером, а решта суми йшла на рахунок студії. «Раптовий удар» був його останнім спільним проєктом із Сондрою Локк на екрані. Локк грала художницю середнього віку, яка разом зі своєю сестрою зазнала групового зґвалтування за кілька років до того, як почалася основне оповідання фільму, вона мстить за психологічну травму, отриману її сестрою, систематично вбиваючи ґвалтівників. Слова: «Давай, зроби мій день» (вимовлені Іствудом під час однієї з початкових сцен фільму в кав'ярні) — отримали статус однієї з «безсмертних» кінофраз. Далі цю фразу процитував президент Рональд Рейган у промові перед Конгресом і використовував її під час президентських виборів 1984 року. Збори від фільму склали 70 мільйонів доларів, таким чином він став другим за касовими зборами серед стрічок про Брудного Гаррі, після картини «Підкріплення». Фільм отримав дуже позитивні відгуки, багато критиків хвалили його феміністські аспекти, які полягали в дослідженні фізичних та психологічних наслідків зґвалтування.
1984 року Іствуд разом з Женев'єв Бюжо виконали головні ролі у провакаційному трилері «Петля», натхненням до його створення, стали газетні статті про невловимого ґвалтівника, що діє в районі затоки Сан-Франциско. Щоб уникнути плутанини з фільмами про Брудного Гаррі, місцем дії був обраний Новий Орлеан, Іствуд зіграв поліцейського, що розлучився з дружиною, якому в процесі слідства довелося стикатися з важкими психологічними наслідками жертв маньяка, який захоплювався садомазохізмом. «Петля» мав як критичний, так і комерційний успіх, ставши фільмом-хітом, він був найкасовішою стрічкою 1984 року, що отримала рейтинг «R». Потім Іствуд, разом з Бертом Рейнольдсом, знявся в кримінальній комедії «Заворуха в місті» (також 1984 року), фільмі про колишнього поліцейського, який став приватним детективом, та його колишнього напарника — лейтенанта поліції, які разом вступили у боротьбу з гангстерами в епоху дії сухого закону 1930-х років. Успіх фільму, який зібрав близько 50 мільйонів доларів у США, був затьмарений успіхом комедії «Поліцейський із Беверлі-Гіллз», з Едді Мерфі.
|                                                                                           | Вестерни. Період, що проминув, першопроходець, одинак, що діє сам по собі, без підтримки суспільства. Зазвичай це пов'язано з якоюсь помстою; він сам дбає про помсту, не викликає поліцію. На кшталт Робін Гуда. Це остання чоловіча межа. Скоріш за все, романтичний міф, хоча сьогодні важко думати про щось романтичне. У вестерні можна подумати: Господи, були часи, коли чоловік був один, на коні, там, де люди ще не спаплюжили землю» — слова Іствуда про філософську привабливість зображення персонажів-одинаків у вестернах. |
| — слова Іствуда про філософську привабливість зображення персонажів-одинаків у вестернах, | |

1985 року Іствуд зробив свою єдину спробу, за свою кар'єру, режисерської роботи на телебаченні, він зняв епізод «Ванесса в саду» серіалу «Дивовижні історії» (1985), в якому Гарві Кейтель та Сондра Локк виконали головні ролі подружньої пари. Це також була його перша співпраця зі Стівеном Спілбергом (написав сценарій епізоду), який потім став співпродюсером його фільмів «Прапори наших батьків» та «Листи з Іодзіми». У фільмі того року «Блідий вершник» Іствуд знову повернувся до вестерну, сюжет якого був оснований на класичній картині цього жанру «Шейн» (1953), який розповідає про проповідника, що зпустився з вершин Сьєрра-Невади та став на бік золотошукачів під час Каліфорнійської золотої лихоманки 1850 року. Назва фільму є відсиланням до Чотирьох вершників Апокаліпсису, де вершник на блідому коні — є смертю, мав сюжетну схожість з іншим вестерном Іствуда, «Бродяга високогірних рівнин» 1973 року, щодо тем моралі та справедливості, а також його дослідження надприродних сил. Фільм отримав статус не лише однієї з найкращих стрічок 1985 року, але й найкращим вестерном, що вийшли протягом тривалого часу, оглядач Джин Сіскел з газети «Chicago Tribune» зауважив: «Цей рік (1985) увійде в історію кіно як момент, коли Клінт Іствуд нарешті заслужив поваги, як майстра».

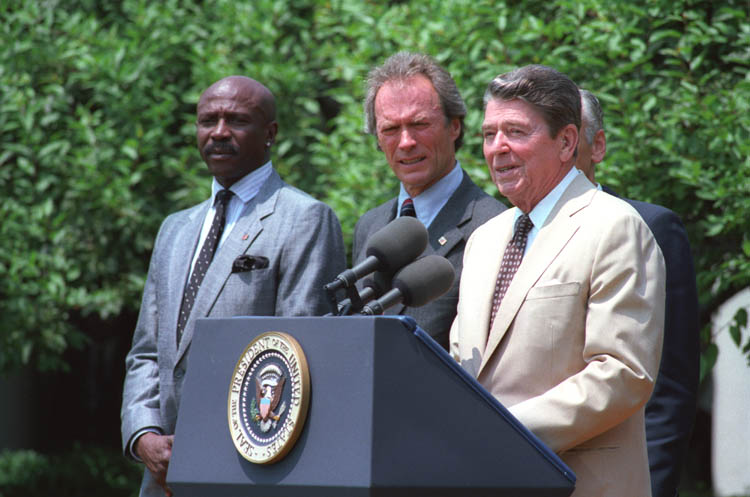
Актор Луїс Госсетт (молодший), Іствуд і президент США Рональд Рейган (1987)

1986 року Іствуд разом із Маршею Мейсон знявся у військовій драмі «Перевал розбитих сердець», що розповідав про проведення США військової операції у Гренаді 1983 року. Актор зіграв сержанта-комендора Корпусу морської піхоти США, ветерана війн у Кореї та В'єтнамі, який відчуває наближення завершення своєї військової служби. Виробництво та знімання фільму були затьмарені внутрішніми розбіжностями Іствуда з його давнім другом і продюсером Фріцем Мейнсом, та Міністерством оборони США, що дало зневажливу оцінку стрічці. Фільм мав касовий успіх, тоді як він не отримав схвальної реакції з боку критиків, які лише останнім часом почали ставитися до нього більш прихильно. Картина зібрала близька 70 мільйонів доларів в США.
1988 року Іствуд знявся у «Грі в смерть», п'ятому та останньому фільмі із серії «Брудний Гаррі». Окрім нього, у фільмі грали Патрісія Кларксон, Ліам Нісон та молодий Джим Керрі, який виконував роль Джонні Скверса — наркозалежну рок-зірку, що є першою жертвою у списку знаменитостей, складеному режисером фільмів жахів Пітером Сваном (у виконанні Нісона), які швидше інших помруть, в рамках так званого «Дед-пула», «тоталізатора, де робляться ставки на смерть знаменитостей». Список викрадається одержимим фанатом Свана, який потім згідно нього вбиває відомих постатей, до яких також входить і Брудний Гаррі. Фільм зібрав майже 38 мільйонів доларів, що стало відносно низьким показником для картин про «Брудного Гаррі». Зазвичай «Гра в смерть» вважається найслабшим фільмом серед інших робіт про «Брудного Гаррі», хоча критик Роджер Еберт вважав його таким же вдалим, як і перша картина цієї серії.
В період між 1988—1992 роками Іствуд зменшив активність щодо гостросюжетних картин і почав більше працювати над менш масштабними та особистішими кінопроєктами. Цього часу, враховуючи своє постійне зацікавлення джазом, Іствуд зняв біографічний фільм «Птах» (1988) з Форестом Вітакером у головній ролі, який втілив образ джазового музиканта Чарлі «Птаха» Паркера. Надалі альт-саксофоніст Джекі Маклін та Спайк Лі (син джазового басиста Білла Лі та давній критик Іствуда), розкритикували створений у фільмі образ Чарлі Паркера, зазначивши, що не була відображена справжня сутність та почуття гумору цієї особистості. Фільм приніс Іствуду два «Золотих глобуса» — Премію Сесіла Б. Деміля за життєвий внесок та нагороду за найкращу режисуру. Тоді як з комерційної точки зору, «Птах» зазнав невдачі, він зібрав лише 11 мільйонів доларів, що пояснювалося Іствудом зниженням інтересу до джазу серед афроамериканців. Надалі Джим Керрі знову зустрівся з Іствудом на знімальному майданчику у комедії «Рожевий кадилак» (1989), яку погано сприйняла публіка. Фільм розповідав про мисливця за головами та групу прибічників ідеї переваги білої раси над іншими, які переслідують невинну жінку (у виконані Бернадетт Пітерс), яка намагається втекти від них на дорогому рожевому кадилаку свого чоловіка. Фільм зазнав невдачі як у критичному, так і в комерційному плані, збори від нього були не набагато більші, ніж у «Птаха», цим він ознаменував найнижчу точку успіху в кар'єрі Іствуда.

### 1990-ті роки
1990 року Іствуд став режисером та виконав головну роль у біографічній стрічці «Білий мисливець, чорне серце», екранізації твору Пітера Віртеля «Роман із ключем» про режисера Джона Г'юстона, та про те як він створив фільм «Африканська королева», що став класикою кіно. Фільм, знятий в Зімбабве влітку 1989 року, не привернув особливої уваги критиків й, через накладені прокатні обмеження, зібрав лише 8,4 мільйона доларів. В грудні того року Іствуд зняв та зіграв з Чарлі Шином двох поліцейських-товаришів у бойовику «Новачок». Критики визнали сюжет фільму та втілені у ньому образи непереконливими, але високо оцінили його бойові сцени. Судовий процес, що тривав цього часу, викликаний тим, що Іствуд нібито протаранив автомобіль жінки, привів до того, що 1991 року в кінотеатрах перестали показувати його фільми. Актор виграв позов і погодився сплатити судові витрати позивачці, за умови, якщо вона не подасть апеляцію.
|                                                                               | Наскільки це можливо, він виглядає ще вище, стрункіше і загадково одержимішим, ніж в епохальній «Пригорщі доларів» Серджо Леоне чверть століття тому. Роки не пом'якшили його. Вони надали його присутності якоїсь лютої сили природи, і, можливо, тому пейзажі міфічного Заходу кінця 19 століття так йому підходять, особливо в його новому «Непрощеному»... Це його найнасиченіша та найприємніша робота з часів недооціненого, політично божевільного «Перевала розбитих сердець». Немає нікого схожого на нього |
| — Вінсент Кенбі з «The New York Times» про гру Іствуда у фільмі «Непрощений», | |

У фільмі «Непрощений» 1992 року Іствуд знову повернувся до жанру вестерну, де він виступив як режисер та актор, виконавши роль старіючого колишнього стрілка, для якого найкращі роки вже позаду. Сценарії до фільму існували ще 1976 року під такими назвами, як «Вбивства повії» та «Вбивства Вільяма Манні», але Іствуд вирішив відкласти проєкт та зачекати, поки не досягне того віку, щоб зіграти головного героя та мати задоволення від свого останнього вестерну. «Непрощений» мав не лише великий касовий успіх, але і визнання критиків; Джек Метьюз із «Los Angeles Times» схарактеризував його як «найкращий класичний вестерн, що вийшов ймовірно з часів „Шукачів“ Джона Форда 1956 року». «Непрощений» номінувався на дев'ять нагород «Оскар» (включаючи за найкращу чоловічу роль Іствуда та найкращий оригінальний сценарій Девіда Вебба Піплза), з яких виграв чотири, у тому числі за найкращий фільм і найкращу режисуру Іствуда. У червні 2008 року «Непрощений» посів четверте місце серед найкращих американських вестернів після «Шейна», «Рівно опівдні» та «Шукачів» у списку «AFI's 10 Top 10» Американського інституту кіномистецтва.

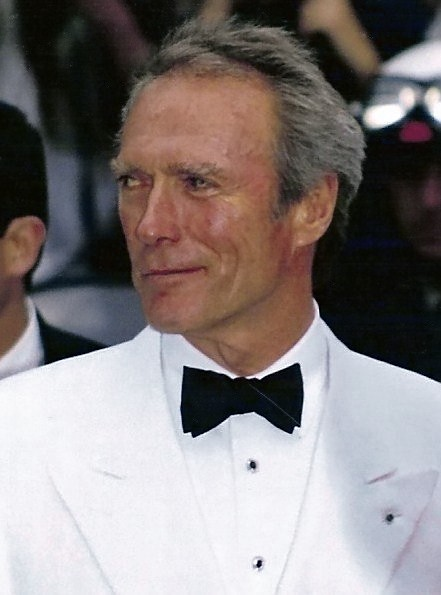
Іствуд на Каннському кінофестивалі 1993 року

1993 року Іствуд зіграв Френка Горрігана у трилері про Секретну службу США, «На лінії вогню», режисера Вольфганга Петерсена, з Джоном Малковичем та Рене Руссо у головних ролях. Горріган був агентом Секретної служби, який страждає від почуття провини, яке його переслідувало після невдачі зі збереженням життя Джона Ф. Кеннеді. Фільм увійшов до «десятки» найкращих за касовими зборами того року, лише в прокаті США він зібрав 102 мільйоні доларів, Іствуд знову посів перше місце рейтингу Квіглі «Десятка найприбутковіших зірок», через 25 років після свого першого потрапляння до нього. Через кілька місяців після завершення фільму Іствуд знявся разом із Кевіном Костнером у фільмі «Ідеальний світ», що також вийшов 1993 року. Дія картини відбувається в 1960-х роках, де Іствуд грає техаського рейнджера, що переслідує злочинця-втікача (у виконанні Костнера), який вирушає в дорогу з маленьким хлопчиком (у виконані Ті Джей Лоутера). Джанет Маслін з «The New York Times» написала, що цей фільм став найвищою точкою режисерської кар'єри Іствуда і що відтоді він вважається одним із його найнедооцінених режисерських досягнень.
У травні 1994 року на Каннському кінофестивалі Іствуду вручили французький Орден Мистецтв та літератури, а 27 березня 1995 року він отримав Нагороду імені Ірвінга Тальберга на 67-й церемонії вручення премії «Оскар». Його наступна поява в кіно була епізодичною роллю самого себе в дитячому фільмі «Каспер» 1995 року. Того ж року Іствуд зняв фільм «Мости округу Медісон», де він зіграв з Меріл Стріп. Заснований на романі Роберта Джеймса Воллера, фільм розповідає історію Роберта Кінкейда (у виконанні Іствуда), фотографа, що працює на «National Geographic», який, роблячи знімки історичних пам'яток-критих мостів в Айові, знайомиться та заводить роман із жінкою-фермеркою італійського походження на ім'я Франческа (у виконанні Стріп). Попри те, що сам роман отримав негативні відгуки, фільм мав як касовий, так і критичний успіх. Роджер Еберт писав: «Стріп та Іствуд плетуть заклинання, яке ґрунтується на тому особливому пізнанні любові та самого себе, яке приходить у середньому віці». «Мости округу Медісон» номінувався на «Золотого глобуса» за найкращий фільм та отримав у Франції премію «Сезар» за найкращий іноземний фільм. Стріп також була номінована на премію «Оскар» та «Золотий глобус».
1997 року Іствуд зняв та зіграв в політичному трилері «Абсолютна влада», разом із Джином Гекманом (з яким він грав до цього у «Непрощеному»). У фільмі, який отримав неоднозначні оцінки критиків, Іствуд виконав головну роль досвідченого злодія, який стає свідком приховання секретною службою вбивства. Пізніше, того ж року, Іствуд поставив фільм «Опівночі у саду добра і зла» за романом Джона Берендта з Джоном К'юсаком, Кевіном Спейсі та Джудом Лоу у головних ролях. Фільм зустрів неоднозначну реакцію критиків.
|                                                                                                | Ролі, які зіграв Іствуд, та фільми, які він зняв, невіддільні від сутності американської культури останньої чверті століття, її фантазій та її реалій |
| — коментарій письменника Едварда Галлафена про вплив Іствуда на кіно між 1970-х—1990-х роками, | |

1999 року Іствуд зняв фільм «Справжній злочин», де він зіграв Стіва Еверетта, журналіста-алкоголіка, який недавно припинив пиячити. Еверетт повинен висвітлювати страту вбивці Френка Бічема (якого грає Ісая Вашингтон). Цей фільм також отримав змішану реакцію критиків, Джанет Маслін з «The New York Times» писала про нього: «Його режисура заряджена відчуттям другого шансу та трагічних нерозумінь, а також протиставленням більшого відчуття справедливості специфічним дрібницям злочину. Можливо, в останньому напрямку він заходить надто далеко». Фільм зазнав невдачі в прокаті, він окупив менше половини свого бюджету в 55 мільйонів доларів, і став найпровальнішою стрічкою Іствуда 1990-х років, не враховуючи картини «Білий мисливець, чорне серце», який вийшов з обмеженням прокату.

### 2000-ні роки

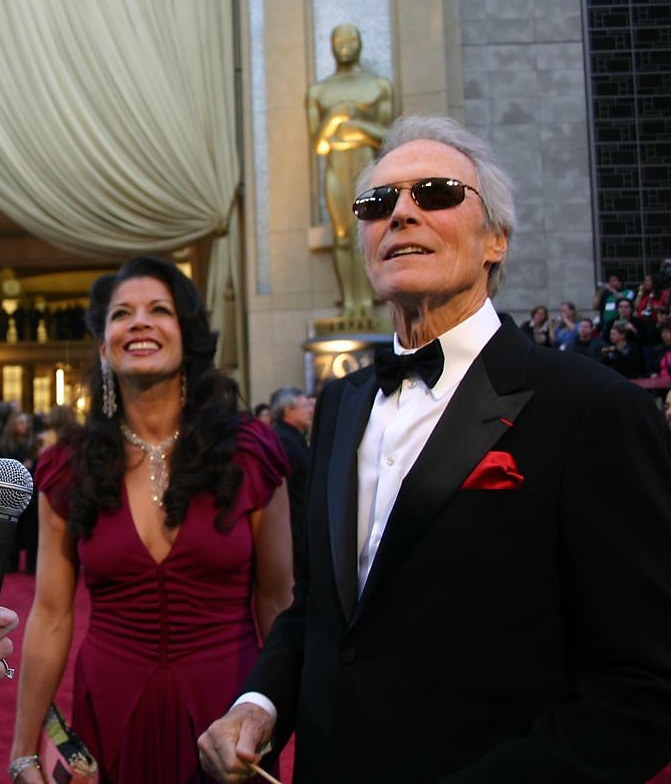
Іствуд зі своєю дружиною Діною (2007)

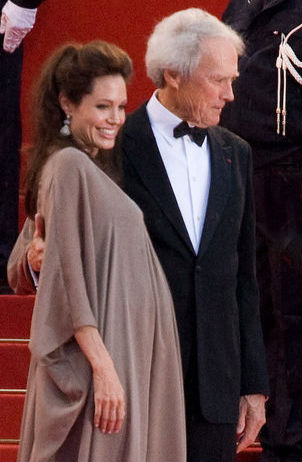
Іствуд і Анджеліна Джолі на Каннському кінофестивалі 2008 року під час показу фільму «Підміна»

2000 року Іствуд зняв фільм «Космічні ковбої» та зіграв у ньому разом із Томмі Лі Джонсом, Дональдом Сазерлендом та Джеймсом Гарнером. Він виконав роль одного з членів групи, яка складалася з колишніх льотчиків-випробувачів, ветеранів цієї справи, відправлених до космосу для ремонту старого радянського супутника. Окрім цього він разом з Ленні Нігаусом написав до фільму оригінальний музичний супровід. «Космічні ковбої» добре сприйняли критики й стрічка отримала на Rotten Tomatoes рейтинг у 79 відсотків, хоча Роджер Еберт писав, що фільм був «надто спокійним за своєю традиційною сюжетною структурою, щоб здаватися загрозливим». Стрічка зібрала у прокаті США понад 90 мільйонів доларів, що було більше, ніж два попередні фільми Іствуда разом узяті. У наступному фільмі-трилері «Кривава робота» 2002 року, заснованому на однойменному романі Майкла Коннеллі (1998), Іствуд зіграв колишнього агента ФБР, який переслідує вбивцю-садиста (у виконані Джеффа Деніелса). Фільм став не лише касово провальним, він зібрав в прокаті лише 26,2 мільйонів доларів, при приблизному бюджеті в 50 мільйонів доларів, але й отримав неоднозначні відгуки, Rotten Tomatoes описав його «добре зробленим, але зіпсованим млявим темпом».
2003 року Іствуд зняв кримінальну драму «Таємнича річка», та написав музику до неї. Фільм був присвячений темам вбивства, самосуду та сексуального насильства, головні ролі виконали Шон Пенн, Кевін Бейкон та Тім Роббінс. Стрічка отримала високу оцінку критиків та дві премії «Оскар» — за найкращу чоловічу роль Пенна та за найкращу чоловічу роль другого плану Роббінса, а Іствуда номінували на найкращу режисуру та найкращий фільм. Фільм у США зібрав 90 мільйонів доларів, тоді як його бюджет склав 30 мільйонів доларів. Того ж року Національна спілка кінокритиків США назвала Іствуда найкращим режисером року.
|                                      | Клінт — справжній майстер у всіх відносинах. Попри те, що він роками був на вершині своєї кар'єри і зняв легендарні фільми, він завжди змушував нас почуватися комфортно і цінував нас на знімальному майданчику, ставлячись до нас як до рівних |
| — Тім Роббінс про роботу з Іствудом, | |

Наступного року Іствуд отримав визнання критиків завдяки фільму «Крихітка на мільйон доларів». Боксерська драма отримала чотири премії «Оскар» за найкращий фільм, найкращу режисуру, найкращу жіночу роль (у виконанні Гіларі Свенк) та найкращу чоловічу роль другого плану (у виконанні Моргана Фрімена). Таким чином, у віці 74 років Іствуд став найстарішим із вісімнадцяти режисерів, які зняли дві або більше картин-переможець в категорії «Найкращий фільм». Він також отримав номінацію на «Греммі» за найкращу чоловічу роль та за найкращий музичний супровід та виграв «Золотий глобус» за найкращу режисуру, який актору вручила його дочка Кетрін, що була послом цієї премії на церемонії 2005 року. А. О. Скотт із «The New York Times» назвав стрічку «шедевром» та найкращим фільмом року.
2006 року Іствуд зняв два фільми присвячені битві на острові Іводзіма під час Другої світової війни. Перша стрічка, «Прапори наших батьків», була присвячена чоловікам, які підняли американський прапор на вершині гори Сурібаті, у ній також відбувся дебют сина Іствуда, Скотта, як кіноактора. Друга стрічка, «Листи з Іводзіми», розповідала про тактику дій японських солдатів на Іводзімі та листи, які вони писали додому своїм сім'ям. «Листи з Іводзіми» став першим американським фільмом, у якому військову проблематику повністю зображено з точки зору американського ворога. Обидва фільми здобули високу оцінку критиків та отримали кілька номінацій на 79-й церемонії вручення премії «Оскар», у тому числі за найкращу режисуру, найкращий фільм та найкращий оригінальний сценарій у «Листах з Іводзіми». На 64-й церемонії вручення премії «Золотий глобус» Іствуд номінувався на найкращу режисуру в обох фільмах. «Листи з Іводзіми» здобули цю нагороду як найкращий фільм іноземною мовою.
Потім 2008 року Іствуд зняв фільм «Підміна», оснований на реальній історії, дія якої відбувається наприкінці 1920-х років. Анджеліна Джолі грала жінку, яка возз'єдналася зі своїм зниклим сином, після чого вона зрозуміла, що це не він, а самозванець. Після показу на кількох кінофестивалях фільм зібрав понад 110 мільйонів доларів, більшість зборів надійшла із зарубіжного прокату. Фільм отримав високі оцінки, Деймон Вайз із «Empire» назвав «Підміну» «бездоганним». Тодд Маккарті з журналу «Variety» схарактеризував фільм як «емоційно сильний та стилістично переконливо-переданий», і що головні герої стрічки та соціальні коментарі додані до нього, викликали «майже захоплююче дух обмірковування». За цей фільм Іствуда номінували на найкращий оригінальний саундтрек на 66-й церемонії вручення премії «Золотий глобус», на найкращу режисуру на 62-й церемонії вручення премії Британської академії кіно та на звання режисера року від Лондонської групи кінокритиків.

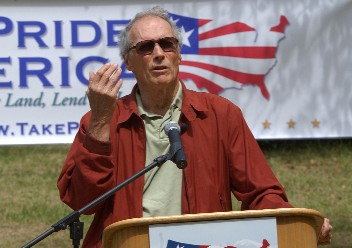
Виступ Іствуда під час заходу «Пишайтеся Америкою» (2008)

З виходом 2008 року фільму «Ґран Торіно» Іствуд завершив свою чотирирічну «акторську перерву за власною ініціативою», він також виступив режисером, продюсером та одним з авторів музики, яку він написав разом зі своїм сином Кайлом та Джеймі Каллумом. Біограф Марк Еліот назвав роль Іствуда «сумішшю „Людини без імені“, Брудного Гаррі та Вільяма Манні, тут вже постарілого і цинічного, але готового та здатного боротися кожного разу, коли у цьому виникає потреба». «Ґран Торіно» зібрав майже 30 мільйонів доларів за перший прокатний тиждень у січні 2009 року, що стало найвищим показником у кар'єрі Іствуда як актора та режисера. Зрештою «Гран Торіно» зібрав понад 268 мільйонів доларів у кінотеатрах в усьому світі, ставши найкасовішим фільмом у кар'єрі Іствуда на той момент (без урахування інфляції).
Фільм «Непідкорений» 2009 року став 30-ою режисерською роботою Іствуда, він був оснований на історії південноафриканської команди на чемпіонаті світу з регбі 1995 року, з Морганом Фріменом у ролі Нельсона Мандели, Меттом Деймоном у ролі капітана команди з регбі Франсуа Піенаара і Грантом Ел Робертсом у ролі Рубена Крюгера. Фільм отримав загалом позитивні відгуки; Роджер Еберт дав йому три з половиною зірки і схарактеризував його як «дуже хороший фільм… з моментами, що викликають сильні емоції», а Тодд Маккарті з «Variety» написав: «На перший погляд, надихаючий фільм Клінта Іствуда, має передбачуваний розвиток, але при цьому кожна сцена сповнена дивовижних деталей, що складаються в багатий матеріал історії, культурних вражень та емоцій». За фільм Іствуд номінувався на найкращу режисуру на 67-й церемонії вручення премії «Золотий глобус».

### 2010-ті роки

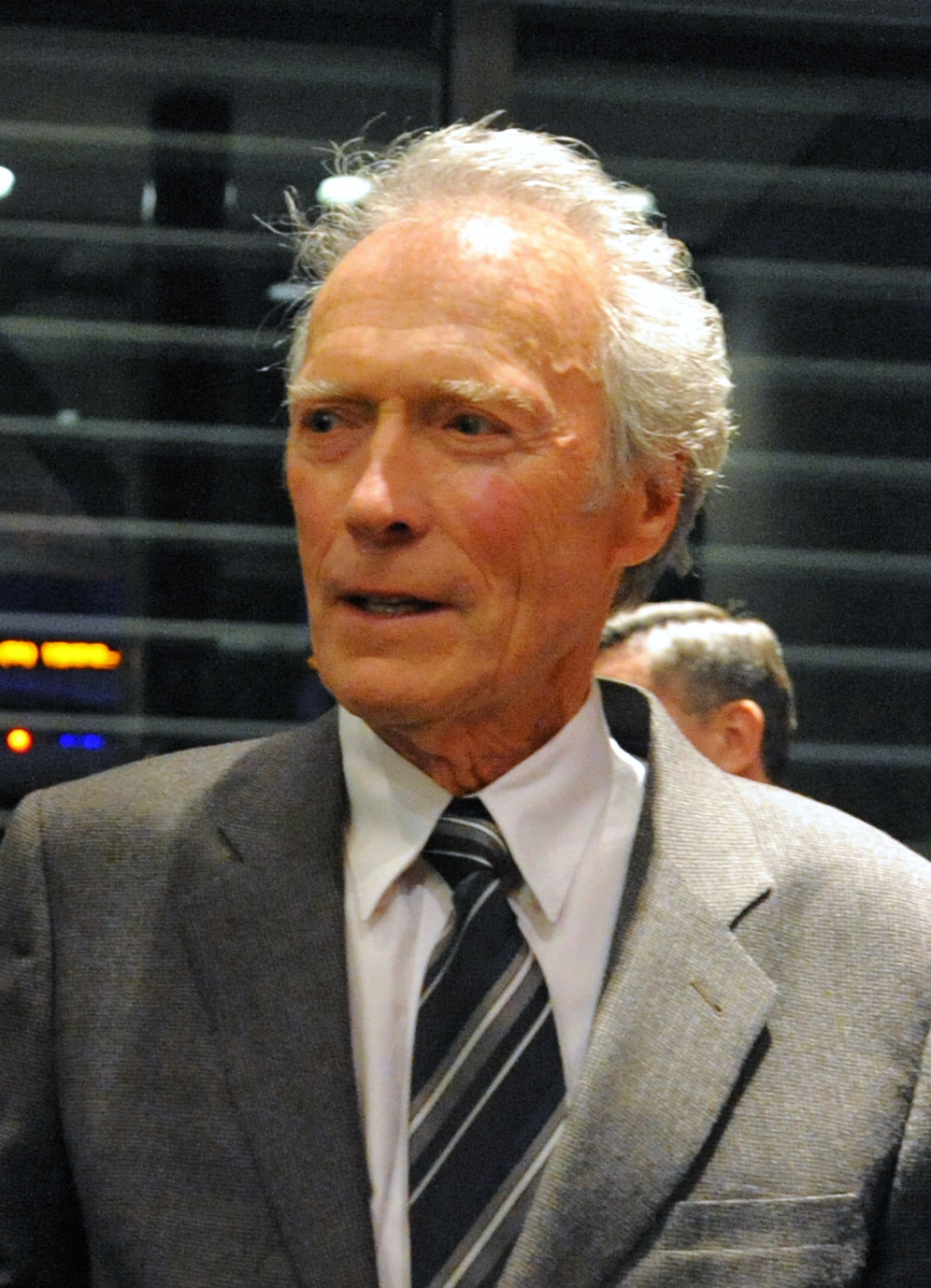
Іствуд під час показу фільму «Дж. Едгар» у Вашингтоні (2011)

2010 року Іствуд зняв фільм «Потойбічне», де він знову працював з Меттом Деймоном, який цього разу зіграв екстрасенса. Світова прем'єра «Потойбічного» відбулася 12 вересня того року на Міжнародному кінофестивалі в Торонто, а у жовтні він вийшов в прокат обмеженим накладом. Фільм отримав неоднозначні відгуки критиків, у тому числі на «Rotten Tomatoes»: «Попри продуману передумову і на властивий Клінту Іствуду режисерський талант, „Потойбічному“ не вдалося стати достатньо переконливою драмою, балансуючи на межі між зворушливою сентиментальністю та банальною нудьгою». Приблизно водночас Іствуд став виконавчим продюсером документального фільму на телеканалі Turner Classic Movies (TCM) про джазового піаніста Дейва Брубека, «Дейв Брубек: у його власному милому образі», що вийшов того ж року, присвяченого 90-річчю цього музиканта.
2011 року Іствуд зняв «Дж. Едгара», біографічний фільм про директора ФБР Дж. Едгара Гувера, з Леонардо Ді Капріо в головній ролі. Хоча гра Ді Капріо у ролі Гувера отримала схвальну оцінку багатьох критиків, сам фільм отримав змішані відгуки. Роджер Еберт, схвалюючи гру Ді Капріо, написав, що фільм «захопливий» та «майстерний». Девід Едельштейн з «New York Magazine», також вихваляючи Ді Капріо, написав: «Шкода, що „Дж. Едгар“ такий неясний, зарозумілий і нікудишній, такий багатий на погані репліки і ще гірші прочитання». 2012 року Іствуд знявся у бейсбольній драмі «Кручений м'яч» у ролі досвідченого пошуковця бейсбольних талантів, який вирушає зі своєю дочкою в останню пошукову поїздку. Режисером фільму став Роберт Лоренц, який до цього працював з Іствудом у кількох картинах як помічник режисера.
|                                                   | Усі дивуються, чому я продовжую працювати на цьому етапі. Я продовжую працювати, бо завжди є нові історії... І поки люди хочуть, щоб я їм їх розповідав — я їх розповідатиму |
| — міркування Іствуда щодо його подальшої кар'єри, | |

Під час проведення 46-го суперкубку з американського футболу (Super Bowl XLVI) Іствуд озвучив рекламний ролик компанії «Chrysler», що транслювалася в перервах між таймами, під назвою «Перерва в Америці» (2012). Кілька представників республіканської партії США розкритикували рекламу, вони заявили, що ролик має на увазі те, що президент Барак Обама заслуговує обрання на другий термін. У відповідь на критику Іствуд заявив: «Я, звичайно ж, не пов'язаний політично з паном Обамою. Це було послання про зростання числа робочих місць та духу Америки».
2014 року Іствуд зняв фільм «Хлопці з Джерсі», музичну біографію, що ґрунтується на однойменному мюзиклі 2005 року, удостоєному премії «Тоні». У фільмі розповідається історія музичного гурту «The Four Seasons». Того ж року Іствуд зняв фільм «Американський снайпер», який був екранізацією однойменних мемуарів Кріса Кайла, до цього режисером стрічки мав стати Стівен Спілберг, але він залишив проєкт. Фільм вийшов 25 грудня того ж року й зібрав в прокаті США понад 350 мільйонів доларів та понад 547 мільйонів доларів у світі, ставши одним із найкасовіших фільмів Іствуда. Потім Іствуд зняв фільм «Саллі», де Том Генкс зіграв Чеслі Салленбергера, пілота який зробив аварійну посадку, під час якої успішно посадив рейс 1549 US Airways на річку Гудзон, зберігши життя всім пасажирам на борту. Стрічка, що вийшла у США у вересні 2016 року стала ще одним касовим успіхом Іствуда, зібравши понад 238 мільйонів доларів у світі. 2018 року Іствуд зняв біографічний трилер «15:17 у Париж» (2018), у якому Спенсер Стоун, Ентоні Седлер та Алек Скарлатос, непрофесійні до цього актори, зіграли самих себе, втіливши на екрані подію 2015 року, де вони зупинили терористичну атаку на поїзд Thalys. Фільм отримав загалом негативну реакцію критиків, які значною мірою критикували гру трьох головних героїв. Потім Іствуд зняв та виконав головну роль у фільмі «Наркокур'єр», що вийшов в грудні 2018 року. Він зіграв Ерла Стоуна, літнього контрабандиста наркотиків, за мотивами твору Лео Шарпа, це була перша акторська робота Іствуда після фільму «Кручений м'яч» 2012 року.
У травні 2019 року було оголошено, що Іствуд зніме фільм «Річард Джуелл», оснований на житті героїчного охоронця Річарда Джуелла, якого помилково підозрювали у вибуху, що стався на Олімпійських іграх 1996 року. Пізніше фільм був перейменований на «Річарда Джуелла», Іствуд зняв і спродюсував його на «Warner Bros.», це була його десята стрічка поспіль, створена у співпраці з цією компанією. Спочатку знімання фільму планували на 2014 рік і головні ролі у ньому мали виконати Джона Гілл і Леонардо Ді Капріо, а режисером мав стати Пол Грінграсс, але зрештою Ді Капріо і Гілл виступили лише як продюсери фільму Іствуда. У фільмі знялися: Пол Волтер Гаузер у головній ролі, а також Сем Роквелл, Кеті Бейтс, Джон Гемм та Олівія Вайлд у ролях другого плану. Знімання фільму розпочали 24 червня 2019 року і 13 грудня того року він вже вийшов на екрани.

### 2020-ті роки
У жовтні 2020 року було оголошено, що Іствуд стане режисером та продюсером і виконає головну роль у фільмі «Чоловічі сльози», адаптації однойменного роману 1975 року, що вийде на «Warner Bros.». Знімання фільму відбувалося у Нью-Мексико з листопада до грудня 2020 року. Картина вийшла 17 вересня 2021 року та отримала неоднозначні відгуки й стала касово провальною.

### Режисерська робота

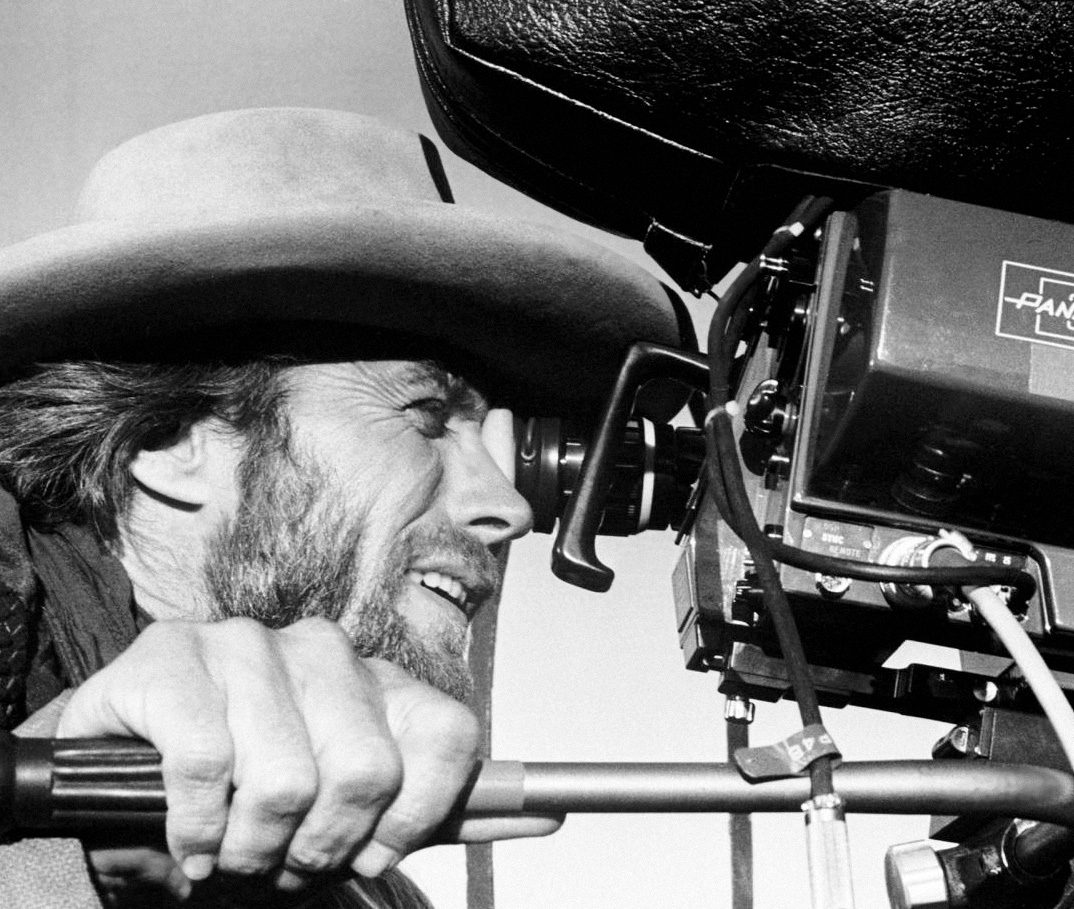
Іствуд на зніманні фільму «Джосі Вейлз — людина поза законом» (1975)

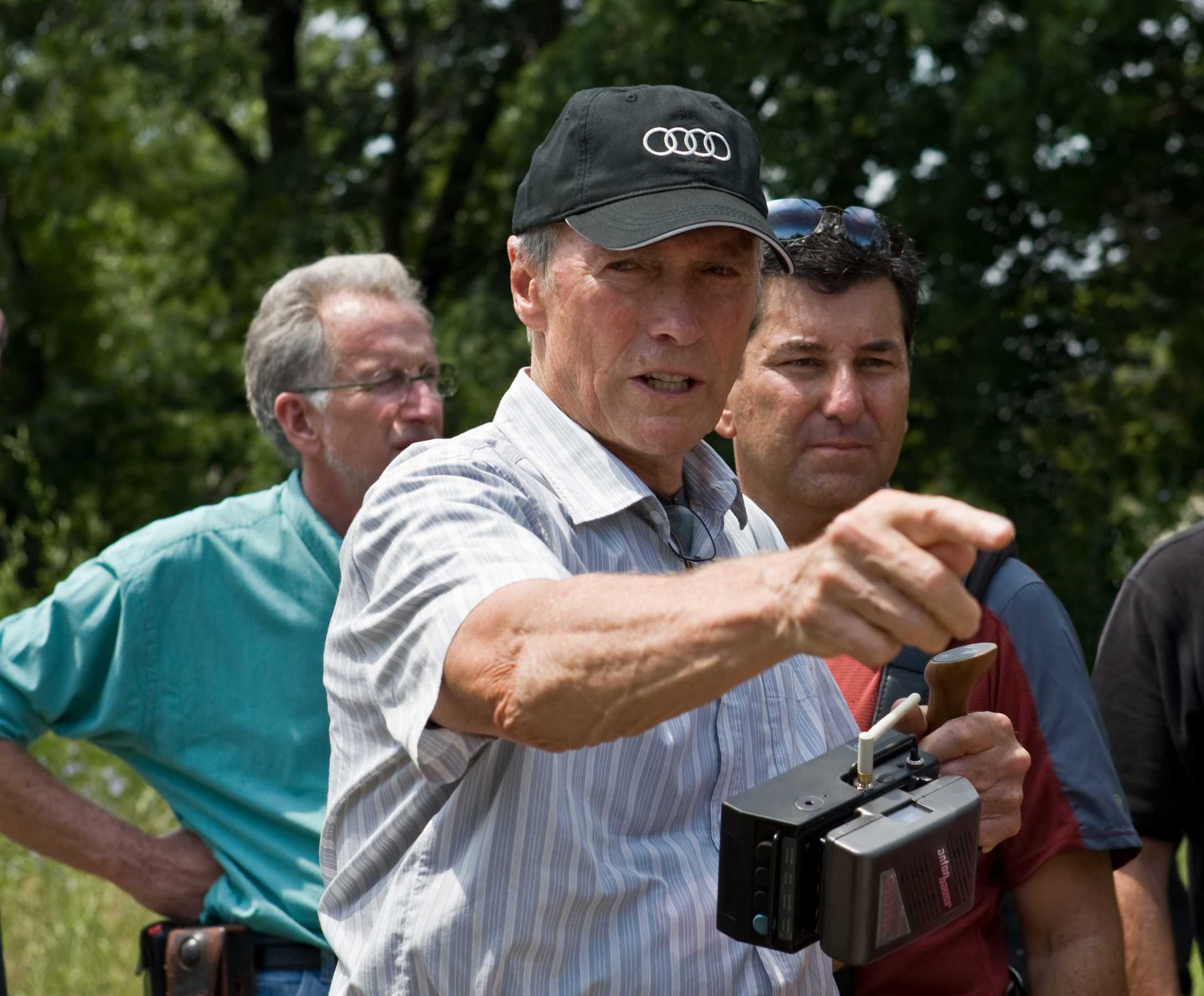
Іствуд на зніманні фільму «Ґран Торіно» (2008)

Починаючи з трилера «Зіграй мені перед смертю», Іствуд зняв понад 30 фільмів, включаючи вестерни, бойовики, мюзикли та драми. Він один із небагатьох провідних голлівудських акторів, які змогли стати критично та комерційно успішними режисерами. Журналіст Девід Денбі з «The New Yorker» писав, що на відміну від Іствуда:
|   | Джон Форд знявся лише у кількох німих фільмах; Говард Гоукс взагалі не знімався у кіно. Кларк Ґейбл, Гері Купер, Спенсер Трейсі, Джеймс Стюарт, Кері Ґрант, Гамфрі Боґарт, Вільям Голден, Стів Макквін та Шон Коннері ніколі не були режисерами повнометражних фільмів. Джон Вейн режисирував лише двічі, і то погано; те ж саме стосується і Берта Ланкастера. Пол Ньюмен, Джек Ніколсон, Воррен Бітті, Роберт Редфорд, Роберт Де Ніро та Шон Пенн зняли по кілька фільмів кожен, зі змішаним комерційним та творчим успіхом |
| — | |

З самого початку своєї кар'єри Іствуда розчаровувала наполегливість режисерів у тому, що сцени повинні перезніматися по кілька разів задля їхнього якомога кращого вдосконалення. Тож коли у 1970 році він вперше почав знімати свої фільми, він цілеспрямовано намагався уникати будь-яких аспектів режисури, які були йому байдужі як актору. У підсумку Іствуд став відзначатися ефективністю своєї режисури та здатністю скорочувати час знімання фільму і вмінням контролювати його бюджет. Зазвичай він уникає акторських репетицій і воліє завершувати більшість сцен з одного дубля. Методи швидкого кіновиробництва Іствуда порівнюють із методами Вуді Аллена, Інгмара Бергмана, Жана-Люка Годара та братів Коенів. Знімаючись у фільмах інших режисерів, він іноді бере на себе їхню роботу, як це було під час знімання фільму «Джосі Вейлз — людина поза законом», якщо вважає, що створення картини йде надто повільно. Під час підготовки до знімання фільму Іствуд рідко використовує розкадрування для розробки макету графіку зйомок. Він також намагається зменшувати деталізацію характерів у сценаріях, щоб таким чином глядачі мали більше змоги вмикати свою уяву під час перегляду фільму, яку він вважає необхідною умовою для картини, яка поєднує їх з нею. Іствуд зазначає, що він викладає сюжет фільму, даючи глядачам лише необхідні деталі, але «в межах розумного, щоб це ображало їхній інтелект».
За словами журналу «Life», «Стиль Іствуда полягає в тому, щоб спочатку знімати, а потім вже грати. Він викарбовує своїх персонажів практично без слів. Він розвинув мистецтво недогравання настільки, що будь-хто, хто поруч з ним хоч трохи сіпався, виглядав зарозумілим гістріоном». Інтерв'юери Річард Томпсон і Тім Гантер зазначили, що фільми Іствуда «чудові за темпом: неквапливі, круті та [дають] сильне відчуття реального часу, незалежно від швидкості оповідання», тоді як Рік Джентрі вважає темп Іствуда «неквапливим і релаксуючим». У своїх фільмах Іствуд любить використовувати тьмяне та контражурне освітлення, що надає їм «відчуття нуару».
Часте дослідження Іствудом у його фільмах етичних цінностей, привернуло увагу вчених, які вивчали його роботи не лише з етичної, але й з теологічної точок зору, включаючи його зображення на екрані справедливості, милосердя, самогубства та ангела смерті.

## Політика

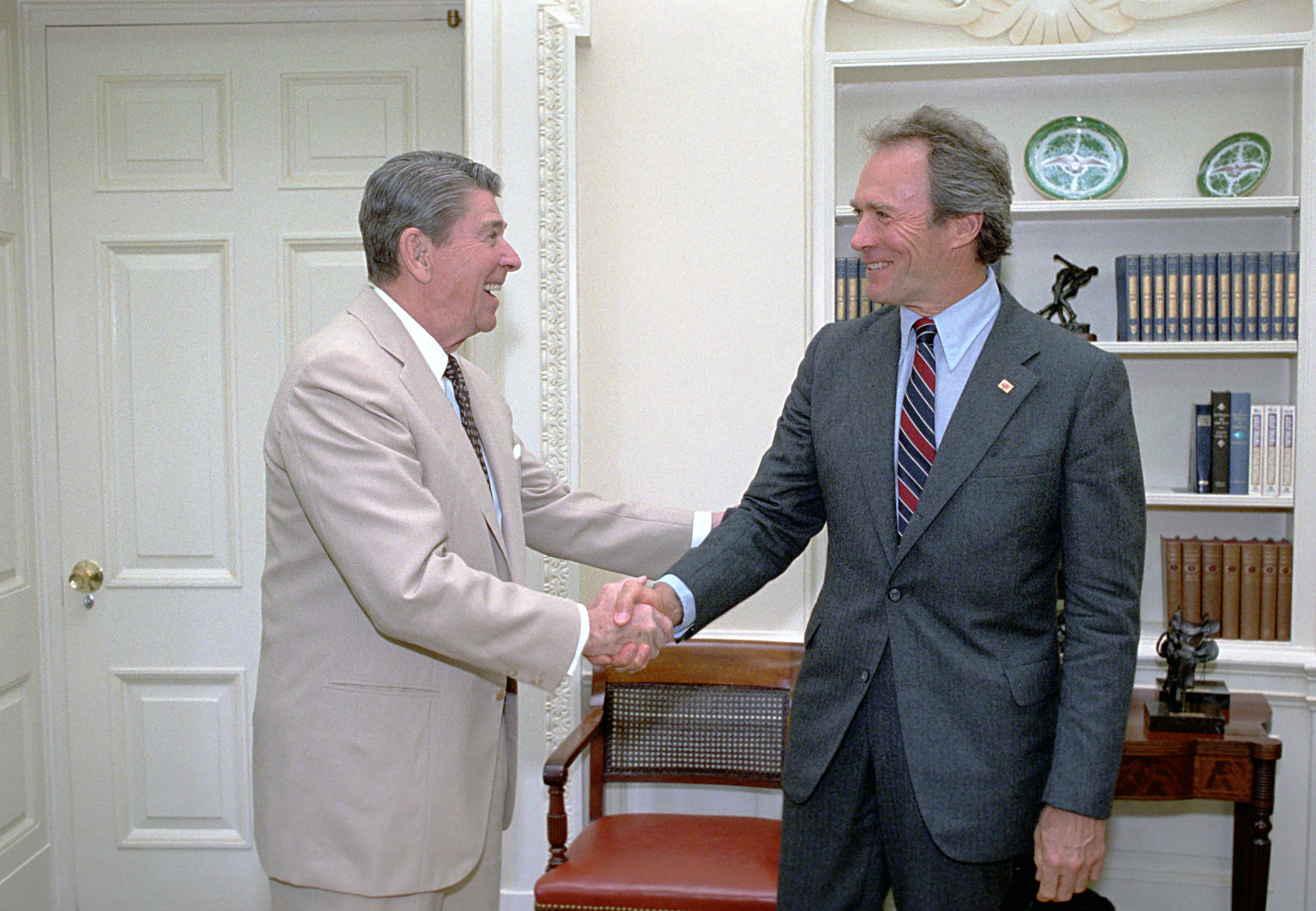
Зустріч Рональда Рейгана і Іствуда в липні 1987 року

Іствуд — колишній республіканець, який іноді підтримував демократів, і давно виявляє інтерес до політики Каліфорнії; нині[коли?] він зареєстрований як лібертаріанець.
У квітні 1986 року він переміг як беспартійний на виборах мера міста Кармел-бай-зе-Сі, Каліфорнія. Його заробітна плата, як мера, складала 200 доларів на місяць, які він жертвував молодіжному центру цього міста. Перебуваючи на цій посаді, Іствуд домігся дозволу на вживання морозива на міських вулицях, збільшив кількість громадських туалетів на міському пляжі, та сприяв розширенню міської бібліотеки, яка була збільшена прибудовою. Він пробув два роки мером міста, після чого відмовився балотуватися на другий термін. 2001 року губернатор Грей Девіс призначив Іствуда членом Комісії з парків та відпочинку штату Каліфорнія, у складі якої він очолив групу борців проти прокладання платної траси Каліфорнія-стейт-роут 241, завдовжки 16 миль (26 км), через державний природний парк Сан-Онофре-Біч.
Під час президентських виборів 2012 року актор підтримав Мітта Ромні. Іствуд виступав у прайм-тайм на Республіканському національному з'їзді 2012 року, що привернуло увагу широкого загалу тим, що він вів промову поряд з порожнім стільцем, де за його задумом «сидів» уявний президент Барак Обама, про що він пізніше шкодував. 22 лютого 2020 року Іствуд оголосив, що буде підтримувати демократа Майкла Блумберга на президентських виборах 2020 року. Тоді він заявив, що хотів би, щоб Трамп поводився «ввічливіше, без твіттів і обзивань людей. Особисто я хотів би, щоби він не опускався до такого рівня».

## Музичні інтереси
Іствуд є шанувальником джазу, зокрема його піджанру бібопу, а також блюзу, кантрі, вестерн-музики та класичної музики. Він почав займатися музикою ще з ранніх років, на перших порах він розвивався у цьому мистецтві як піаніст бугі-вуги і спочатку мав намір зробити музичну кар'єру. Для вивчення музичної теорії він хотів поступити до Сіетлського університету, після завершення навчання у Вищій технічній школі. Наприкінці 1959 року, на лейблі «Cameo», Іствуд випустив альбом «Cowboy Favorites», до якого увійшли такі класичні пісні, як «San Antonio Rose» Боба Віллса та «Don't Fence Me In» Коула Портера. Попри його спроби «розкрутити» альбом, вирушивши в турне, платівка так і не змогла потрапити до чарту Billboard Hot 100. 1963 року продюсер «Cameo» Кел Манн повідомив Іствуду, що «він ніколи не досягне успіху як співак». Однак, у перервах між зніманням сезонів серіалу «Сиром'ятний батіг», він та Пол Брінегар (іноді до них приєднувався Шеб Вулі) гастролювали по родео, ярмаркам штату та фестивалях. Ще 1962 року їхній виступ під назвою «Кавалькада ярмарків розважального бізнесу» приносили їм до 15 000 доларів прибутку за концерт. Хоча Іствуд так і не став визначним музичним артистом, він передав своє захоплення його сину Кайлу, який є професійним джазовим басистом та композитором. Окрім цього Іствуд є аудіофілом, він має велику колекцію платівок, які він відтворює на фонографі «Rockport». До числа його улюблених музикантів входять: саксофоністи Чарлі Паркер та Лестер Янг, піаністи Телоніус Монк, Оскар Пітерсон, Дейв Брубек та Фетс Воллер, а також виконавець в галузі дельта-блюзу Роберт Джонсон.
Також Іствуд має власне музичне видавництво «Malpaso Records», продукція якого розповсюджується «Warner Bros. Records», відповідно до його угоди з «Warner Brothers». Ця угода не зазнала змін, коли «Time Warner» продала «Warner Music Group» приватним інвесторам. Компанія «Malpaso Records», яка випустила всі саундтреки до фільмів Іствуда, починаючи з «Мостів округу Медісон», також видала альбом з записом організованого Іствудом джазового концерту 1996 року, під назвою «Eastwood after Hours — Live at Carnegie Hall» («Іствуд після трудових буднів — концерт у Карнегі-голі»). Він написав музику до фільмів: «Таємнича річка», «Крихітка на мільйон доларів», «Прапори наших батьків», «Грейс більше немає з нами», «Підміна», «Майбутнє життя», «Дж. Едгар» та оригінальні фортепіанні композиції для стрічки «На лінії вогню». Окрім цього, Іствуд склав і виконав пісню, що звучить в титрах «Ґран Торіно», а також написав у співавторстві з Ліндою Томпсон і Керол Байєр Сагер пісню «Why Should I Care», записану 1999 року Даяною Кролл.
Музика з фільму «Грейс більше немає з нами» двічі номінувалася на «Золотий глобус» Голлівудською асоціацією іноземної преси на 65-й церемонії вручення цієї нагороди. Іствуд номінувався на найкращий оригінальний саундтрек, а однойменна композиція фільму, «Grace is Gone», на його музику та слова Керол Байєр Сагер, номінувалася на найкращу оригінальну пісню. Також він отримав «Супутника» за найкращу пісню на 12-й церемонії вручення цієї нагороди. «Підміна» також номінувалася на найкращий саундтрек на 14-й церемонії вручення «Нагороди „Вибір критиків“», найкращий оригінальний саундтрек на 66-й церемонії вручення премії «Золотий глобус» та на найкращу музику на 35-й церемонії вручення премії «Сатурн». 22 вересня 2007 року Іствуд був удостоєний звання почесного доктора музики Музичного коледжу Берклі під час Джазовому фестивалю в Монтереї, на якому він був активним членом правління. Отримавши нагороду, він виголосив промову, в якій заявив: «Це одна з найзначніших відзнак, якими я дорожитиму у цьому житті».
У 1990-х роках Павільйон звукозапису кіностудії «Warner Bros.» у Бербанку отримав назву «Павільйону звукозапису Іствуда».

## Особисте життя

### Стосунки і діти

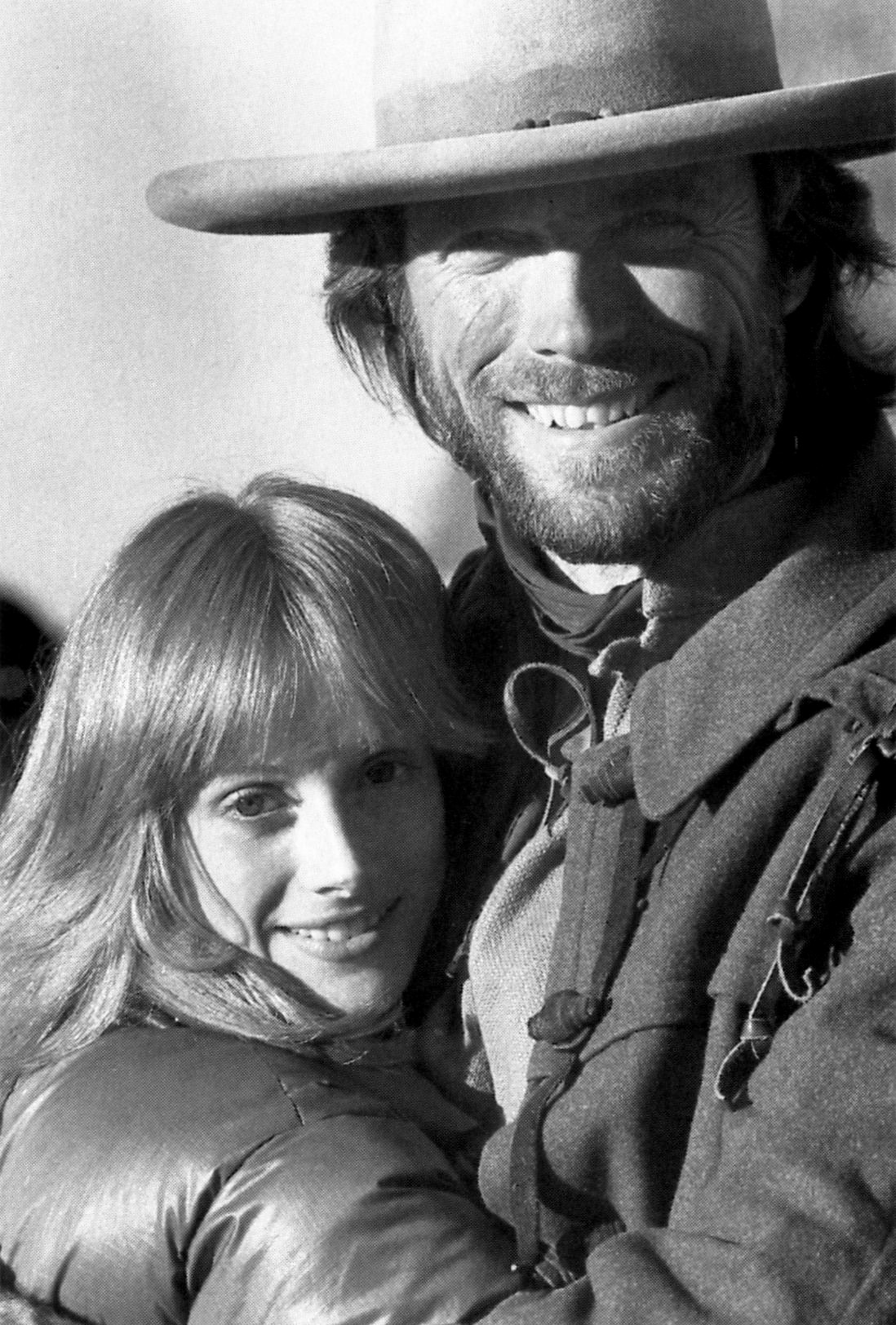
Сондра Локк та Іствуд під час знімання фільмів «Джосі Вейлз — людина поза законом» (1975)

Іствуд двічі одружувався та розлучався, за своє життя він мав безліч випадкових та серйозних стосунків із жінками. В значній кількості випадків водночас мав по кілька стосунків. Відомо, що в нього 8 дітей від 6 жінок, причому відразу він визнав лише половину з них. Іствуд відмовляється вказати точне число своїх нащадків, і в медіа існують великі розбіжності щодо їх кількості. Він не бажає обговорювати свої сім'ї зі ЗМІ, заявляючи: «Це вразливі люди. Я можу захистити себе, а вони — ні». Його біограф Патрік Макджилліган заявив на камеру, що загальна кількість дітей Іствуда неясна, і що «одна дитина була, коли він ще навчався у вищій школі».
У грудні 1953 року Іствуд уклав перший шлюб із Маргарет Невілл Джонсон, секретаркою на виробництві, з якою познайомився на побаченні наосліп у травні попереднього року. Ще під час залицянь до Джонсон Іствуд вів роман з іншою жінкою, від якої 1954 року народилася його донька Лорі, яку надалі удочерили Клайд та Гелен Воррени із Сіетла. Хоча особистість матері Лорі не розголошується, Макджилліган вказав, що вона належала до театральної групи, в якій Іствуд брав участь. Будучи одруженим з Джонсон, Іствуд продовжував заводити романи, включаючи зв'язок з каскадеркою Роксаною Туніс, що тривав між 1959—1973 роками, від якої у нього 1964 року народилася донька Кімбер.
Джонсон терпіла існування відкритого шлюбу з Іствудом, і надалі народила від нього двох дітей, син Кайл (1968) та донька Елісон (1972). З 1975 року Іствуд почав жити з одруженою акторкою та режисеркою Сондрою Локк, яка з 1967 року була у шлюбі за розрахунком з Гордоном Андерсоном, безробітним геєм. Локк стверджувала, що під час зізнання у коханні до неї Іствуд заспівав їй пісню «She Made Me Monogamous» і казав, що він «ніколи раніше не був так закоханий». 1984 року Іствуд остаточно розлучився з Джонсон. Локк так і не розірвала шлюб з Андерсоном, аж до її смерті 2018 року. Потім Іствуд мав роман зі стюардесою Джейселін Рівз, який він не розголошував, в результаті цих стосунків він народилися син Скотт (1986) та дочка Кетрін (1988), які не були юридично оформлені на нього. Під час розлучення з Іствудом 1989 року Локк подала на нього в суд. Вона вимагала виплати їй аліментів, а потім знову подалапозов за звинуваченням у шахрайстві, але в обох випадках справи були скасовані мировими угодами. У період з початку і до середини 1990-х Іствуд мав стосунки з акторкою Френсіс Фішер, в яких народилася дочка Франческа (1993). 1996 року Іствуд одружився вдруге з ведучою теленовин Діною Руїз, яка того ж року народила дочку Морган. Цей шлюб тривав до 2014 року.
З 2014 року Іствуда помітили в компанії Крістіни Сандери, господарки ресторану, через що з'явилися плітки щодо роману між ними. Проте, 2015 року кілька новинних агентств заявили, що вони так і не змогли знайти підтвердження цього. 

### Здоровий спосіб життя та відпочинок

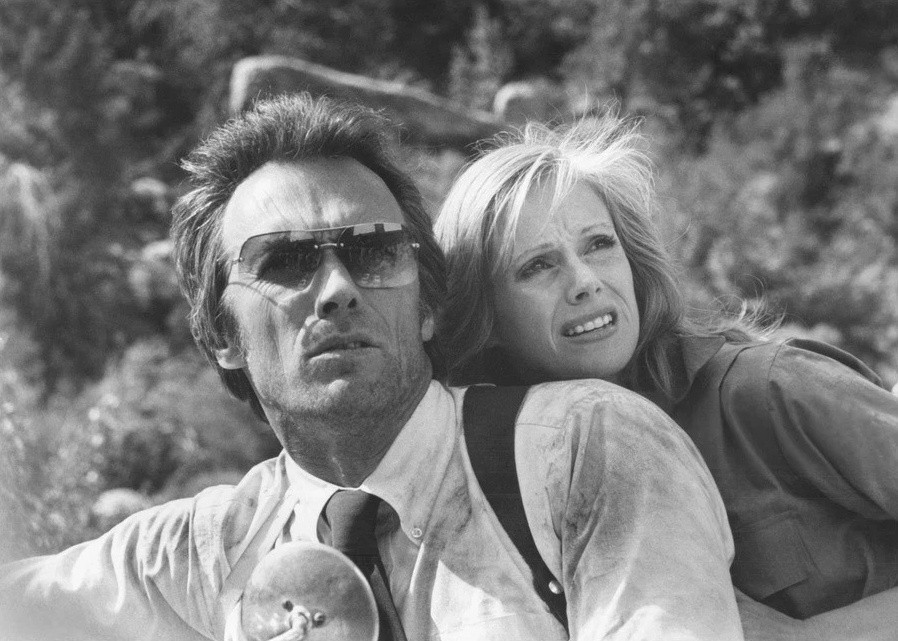
Іствуд і Сондра Локк (1977)

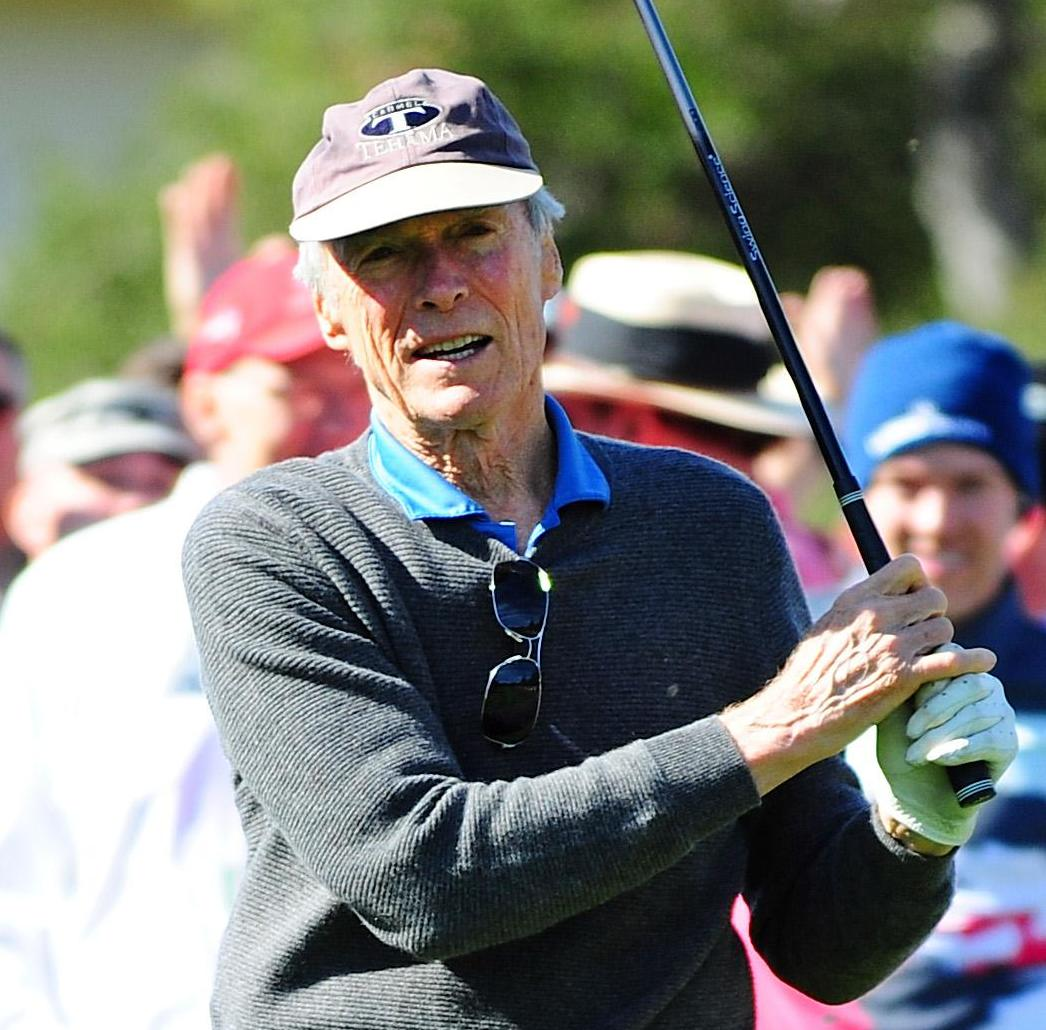
Іствуд грає в гольф на благодійному заході зі збору коштів у 2015 році

Іствуд з підліткового віку є фанатиком здорового способу життя та фітнесу. Ще під час знімання серіалу «Сиром'ятний батіг» він фігурував у різних виданнях та журналах, у яких часто оприлюднювався його спосіб життя з піклуванням щодо власного здоров'я. Зокрема, у випуску журналу «TV Guide» за серпень 1959 року Іствуд був сфотографований як він віджимається. Він давав поради щодо занять фітнесом та харчування, радячи людям їсти багато фруктів та сирих овочів, приймати вітаміни та уникати напоїв з високим вмістом цукру, надмірного вживання алкоголю та перевантаження організму вуглеводами.
Смерть батька Іствуда від серцевого нападу у віці 64 років 1970 року, описана біографом Фріцем Мейнсом як «єдина погана подія, що будь-коли траплялася з ним у його житті», стала шоком для актора, оскільки його дід був ще живий, йому тоді було 92 роки. Це сильно вплинуло на його подальше життя: відтоді він став більш творчо-продуктивним, намагаючись працювати на знімальному майданчику з більшою швидкістю та віддачею, й почав ще більш ретельно слідкувати за власним здоров'ям. Попри те, що Іствуд стримується від вживання міцних напоїв, 1971 року він відкрив паб у староанглійському стилі під назвою «Корчма „Подих кабана“» у Кармел-бай-зе-Сі. Зрештою 1999 року він продав свій паб і на сьогодні володіє готелем та рестораном «Місіонерське ранчо», також розташоване в Кармел-бай-зе-Сі.
Іствуд затятий гравець у гольф, він володіє гольф-клубом «Tehama». Окрім цього, актор є інвестором всесвітньо відомого поля для гольфу «Пеббл-Біч», що знаходиться на захід від Кармел-бай-зе-Сі, там він часто проводить вільний час влаштовуючи турніри, доходи від яких йдуть на благодійність. Також Іствуд є приватним пілотом гвинтокрила, який має ліцензію FAA. На своєму гвинтокрилі, він часто літає до кіностудій, задля уникнення автомобільних пробок.

### Духовні переконання та медитація
Іствуд є атеїстом, 1973 року він заявив кінокритику Джину Сіскелу: «Ні, я не вірю в Бога». Іствуд зазначав, що він знаходить духовність у природі (як це було показано у його вестерні «Блідий вершник», 1985), він зазначав, що «я народився під час Великої депресії і виріс без будь-якої конкретної церкви. Ми переїжджали кожні чотири або п'ять місяців протягом перших 14 років мого життя, тому мене відправляли до різних церков залежно від того, де ми жили. Більшість із них були протестантами, але я ходив до інших церков, бо мої батьки хотіли, щоб я намагався у всьому розібратися сам. Вони завжди казали: „Я просто хочу познайомити тебе з цією релігійною течією і подивитися, чи сподобається вона тобі“. Отже, хоча моя релігійна освіта була не дуже конкретною, проте я відчуваю духовні речі. Якщо я стою на краю Великого каньйону і дивлюся вниз, то це певним чином проймає мене». Також він казав: «Було б чудово знову поговорити з моїми батьками, які, звичайно ж, вже померли. Це робить ідею смерті набагато менш страшною. Але знову ж таки, якщо ви думаєте, що після смерті нічого не відбувається, напевно, це спонукає вас прожити життя краще. Думаю, ви повинні робити все, що у ваших силах, завдяки отриманому вами дару життя, і лише цьому».
У 1975 році Іствуд публічно заявив, що він практикує трансцендентальну медитацію, коли він з'явився на «Шоу Мерва Гріффіна» з Махаріші Махеш Йогі, засновником цієї методики. Він медитував щоранку протягом багатьох років.

### Нерухомість
Ще під час проходження служби в армії США, на військовій базі Форт-Орді, Іствуд почав цікавитися нерухомістю біля містечка Кармел-бай-зе-Сі, що знаходилося неподалік. 24 грудня 1967 року, на доходи від своєї акторської кар'єри, він купив у Чарльза Сойєра п'ять ділянок землі загальною площею 283 акри (115 га), розташованих вздовж 1-го шосе неподалік від місцевості Мальпасо-Крік, на південь від громади Кармел-Гайлендс.

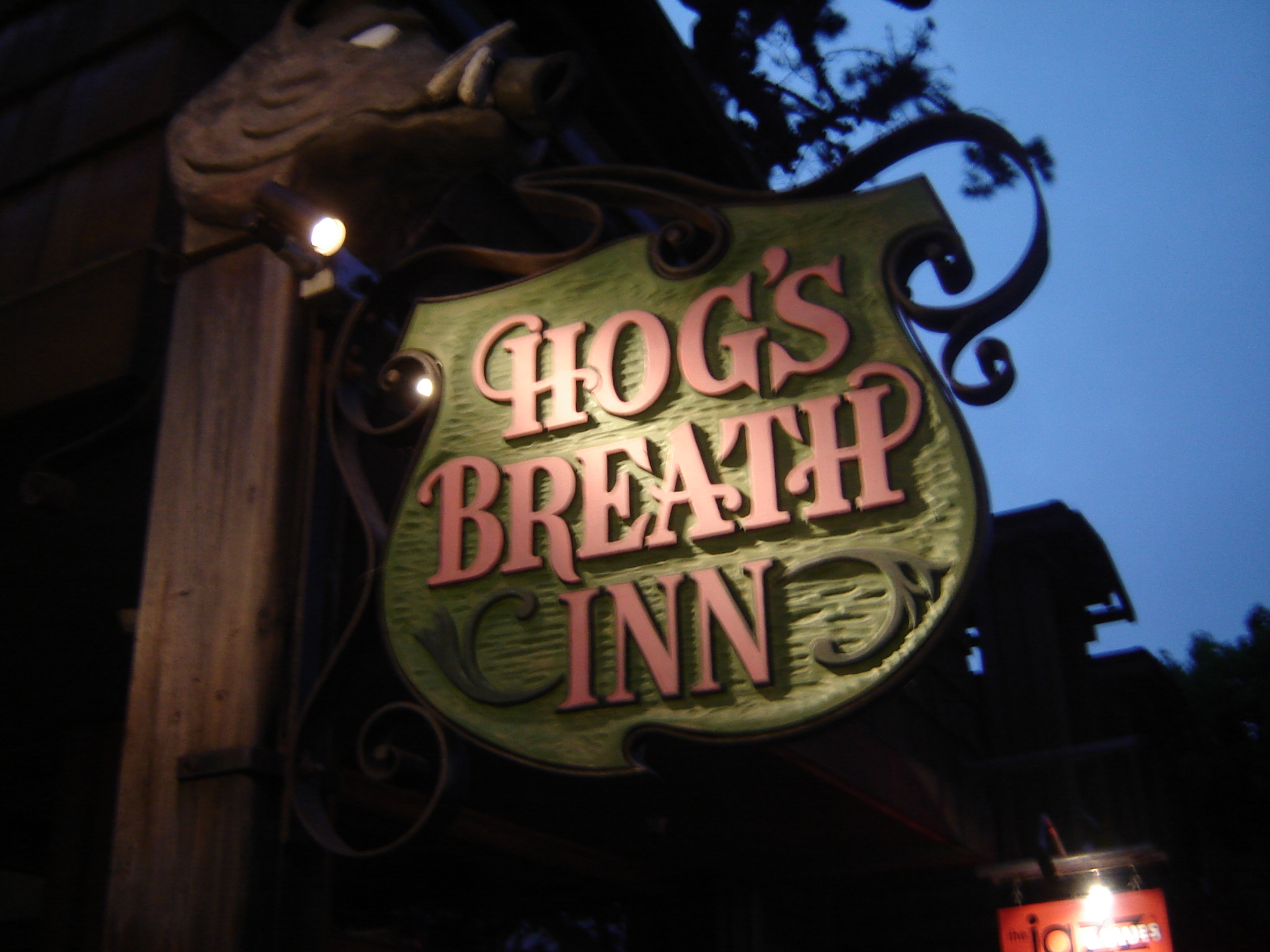
Вивіска пабу «Корчма „Подих кабана“» у Кармел-бай-зе-Сі, що колись належав Іствуду

У травні 1968 року Іствуд та актор Джеймс Гарнер за 640 000 доларів купили 340 акрів (138 га) лісистої місцевості в долині Кармел біля маєтку Говарда Геттена. Їхня ділянка розташована через дорогу Кармел-Веллі-роуд від заміського клубу Ранчо-Каньяда та місцевого поля для гольфу. У листопаді 1983 року Іствуд та Гарнер пожертвували незабудовану ділянку своєї землі Житловому управлінню округу Монтерей з умовою, що частина її буде використовуватися під забудову житла для людей похилого віку.
Пізніше Іствуд купив ще 6 ділянок землі у Кармел-Гайлендсі загальною площею 650 акрів (263 га). 1995 року округ Монтерей викупив у нього земельну ділянку в Мальпасо-Крік за 3,08 мільйона доларів і наклав на неї постійний охоронний сервітут на майно. На гроші від продажу він того ж року придбав ранчо Оделло площею 134 акри (54 га), що знаходиться в гирлі річки Кармел. Надалі Іствуд витратив кошти на зниження висоти дамб вздовж південного берега річки Кармел, щоб убезпечити від підтоплення готель «Місіонерське ранчо», а також розташовану поряд свою резиденцію «Місіонерські поля», що розташована на північному березі річки. До цього обидва його володіння були підтоплені 1994 року. 1997 року Іствуд та його колишня дружина Маргарет Джонсон (у рамках Фонду Іствуда), пожертвували 49 акрів (20 га) землі ранчо Оделло, розташованої на схід від 1-го шосе, Земельному фонду Біг-Сур, разом із відповідними правами на користування водними ресурсами. 28 червня 2016 року Іствуд пожертвував цій організації решту землі свого ранчо, яке на той час мало назву Оделло Іст. У той же час, на схід від ранчо Оделло, він придбав ділянку землі, площею 550 акрів (223 га), що знана як забудова Каньяда-Вудс.
2010 року, у віці 80 років, Іствуд витратив близько 20 мільйонів доларів на будівництво житлового комплексу площею 15949 квадратних футів у Кармел-бай-зе-Сі. Його портфель нерухомості в Каліфорнії також включає: особняк в іспанському стилі, площею 6136 квадратних футів у Бел-Ейр; ранчо Різінг-Рівер, площею 1067,5 акрів недалеко від Касселя; квартиру в Бербанку; сучасний будинок у пустельному стилі, площею 5575 квадратних футів у Ла-Квінті (іноді помилково називається як Палм-Спрінгс); а також великий, але невисокий будинок, розташований по сусідству з його давньою основною резиденцією в Бель-Ейр. Окрім цього, відомо, що Іствуд придбав нерухомість у двох інших штатах. Він володіє будинком площею 5700 квадратних футів у Сан-Веллі, штат Айдахо, і маєтком площею 1,13 акра на березі океану в Кіхеї, Гаваї. Його показали в епізоді реаліті-шоу «Місіс Іствуд та компанія» 2012 року.
Раніше Іствуд жив у будинках, розташованих у Студіо-Сіті, Шерман-Оукс, Тібурон і Пеббл-Біч.

## Нагороди і відзнаки

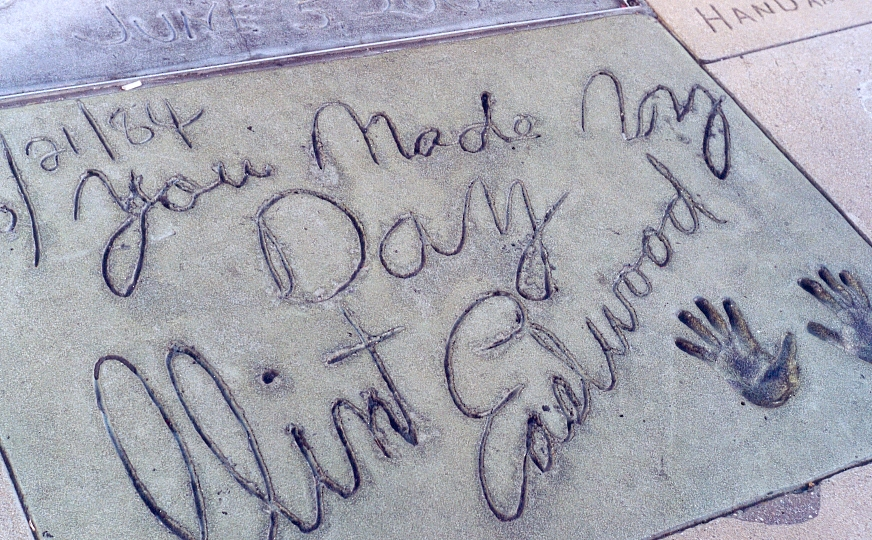
Відбитки Іствуда біля Китайського театру Граумана

Іствуд отримав безліч нагород та номінацій за свою роботу в кіно, на телебаченні та у музиці. Найбільшу кількість вшанувань він отримав в галузі кіно, де він, серед іншого, здобув премії «Оскар», нагороди Гільдії режисерів Америки, премії «Золотий глобус» та нагороди «Вибір народу». Іствуд — однин з двох людей, двічі номінованих на найкращу чоловічу роль і найкращу режисуру за один і той самий фільм («Непрощений» та «Крихітка на мільйон доларів»), другим був Воррен Бітті («Небеса можуть почекати» та «Червоні»). Поряд з Бітті, Робертом Редфордом, Річардом Аттенборо, Кевіном Костнером і Мелом Гібсоном він є одним із небагатьох режисерів, що найзнаніші як актори, які змогли здобули премію «Оскар» за режисуру. 27 лютого 2005 року Іствуд став одним із трьох нині живих режисерів (поряд з Мілошем Форманом і Френсісом Фордом Копполою), які зняли по дві стрічки, що отримали титул «Найкращий фільм». У віці 74 років він став найстаршим володарем премії «Оскар» за найкращу режисуру на сьогоднішній день. П'ять акторів, які Іствуд зняв у своїх стрічках, отримали премії «Оскар»: Джин Гекмен у «Непрощеному», Тім Роббінс та Шон Пенн у «Таємничій річці», а також Морган Фрімен та Гіларі Свонк у «Крихітці за мільйон доларів».
22 серпня 1984 року Іствуд був удостоєний честі на церемонії в Китайському театрі Граумана зробити відбитки своїх рук на бетоні біля нього. 1996 року він здобув премію від Американського інституту за життєві досягнення, а 2009 року — почесний ступінь. 6 грудня 2006 року губернатор Каліфорнії Арнольд Шварценеггер та перша леді Марія Шрайвер ввели Іствуда до Зали слави Каліфорнії, розташованої в Каліфорнійський музей історії, жінки та мистецтв.
На початку 2007 року, на церемонії в Парижі, Іствуд був удостоєний найвищої громадянської нагороди Франції, ордену Почесного легіону. Президент Франції Жак Ширак сказав Іствуду, що він втілює в собі «найкраще із Голлівуду». У жовтні 2009 року він був удостоєний премії Люм'єр (на честь братів Люм'єр, винахідників кінематографу) під час першого Кінофестивалю імені братів Люм'єр у Ліоні, Франція. Цією нагородою відзначено всю його кар'єру та великий внесок у «сьоме мистецтво» (назва кіномистецтва у Франції). У лютому 2010 року президент Барак Обама присудив Іствуду Нагороду в галузі мистецтва та гуманітарних наук. Обама схарактеризував його фільми як «есе про індивідуальність, суворі істини та суть того, що означає бути американцем».
Іствуд також був удостоєний як мінімум трьох почесних ступенів університетів та коледжів, у тому числі почесного ступеня Тихоокеанського університету 2006 року, почесного доктора гуманітарних наук Університету Південної Каліфорнії 27 травня 2007 року та почесного ступеня доктора музики Музичного коледжу Берклі, про яку йому оголосили на джазовому фестивалі в Монтереї 22 вересня 2007 року.
22 липня 2009 року імператор Японії Акіхіто нагородив Іствуда Орденом Вранішнього Сонця 3-го ступеня, Золотими променями з шийною стрічкою за його внесок у зміцнення японо-американських відносин.
2013 року Іствуд здобув нагороду «Золота сосна» на Міжнародному музичному кінофестивалі «Самобор» разом із Рюїчі Сакамото та Джеральдом Фрідом.

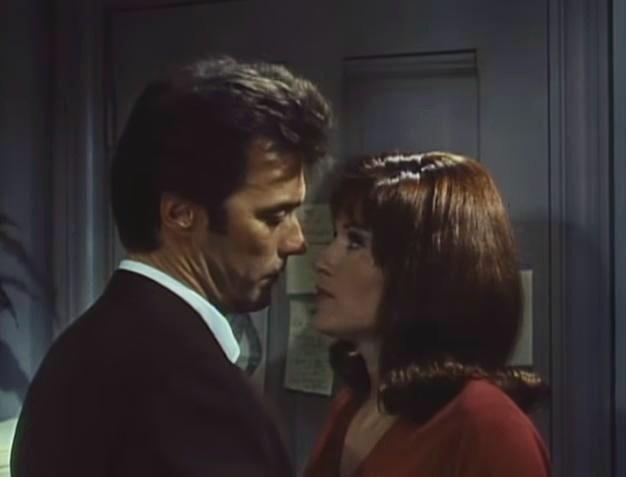
Іствуд і Сюзан Кларк у фільмі «Блеф Куґана» (1968)

| Рік     | Назва                             | «Оскар»   | «Оскар»  | BAFTA     | BAFTA    | «Золотий глобус» | «Золотий глобус» |
| Рік     | Назва                             | Номінація | Перемога | Номінація | Перемога | Номінація        | Перемога         |
| ------- | --------------------------------- | --------- | -------- | --------- | -------- | ---------------- | ---------------- |
| 1971    | Зіграй мені перед смертю          | —         | —        | —         | —        | 1                | —                |
| 1973    | Брізі                             | —         | —        | —         | —        | 3                | —                |
| 1976    | Джосі Вейлз — людина поза законом | 1         | —        | —         | —        | —                | —                |
| 1986    | Перевал розбитих сердець          | 1         | —        | —         | —        | —                | —                |
| 1988    | Птах                              | 1         | 1        | 2         | —        | 3                | 1                |
| 1992    | Непрощенний                       | 9         | 4        | 6         | 1        | 4                | 2                |
| 1995    | Мости округу Медісон              | 1         | —        | —         | —        | 2                | —                |
| 2000    | Космічні ковбої                   | 1         | —        | —         | —        | —                | —                |
| 2003    | Таємнича річка                    | 6         | 2        | 4         | —        | 5                | 2                |
| 2004    | Крихітка на мільйон доларів       | 7         | 4        | —         | —        | 5                | 2                |
| 2006    | Прапори наших батьків             | 2         | —        | —         | —        | 1                | —                |
| 2006    | Листи з Іодзіми                   | 4         | 1        | —         | —        | 1                | 1                |
| 2008    | Підміна                           | 3         | —        | 8         | —        | 2                | —                |
| 2008    | Ґран Торіно                       | —         | —        | —         | —        | 1                | —                |
| 2009    | Непідкорений                      | 2         | —        | —         | —        | 3                | —                |
| 2010    | Потойбічне                        | 1         | —        | —         | —        | —                | —                |
| 2011    | Дж. Едгар                         | —         | —        | —         | —        | 1                | —                |
| 2014    | Американський снайпер             | 6         | 1        | 2         | —        | —                | —                |
| 2016    | Саллі                             | 1         | —        | —         | —        | —                | —                |
| 2019    | Річард Джуелл                     | 1         | —        | —         | —        | 1                | —                |
| Загалом | Загалом                           | 41        | 13       | 22        | 1        | 33               | 8                |

## Фільмографія
За свою кар'єру актора, режисера, продюсера та композитора Іствуд зняв понад 50 фільмів. Також він знявся у кількох телесеріалах, у тому числі в головній ролі у «Сиром'ятному батогу». Вперше Іствуд виступив як режисер фільму 1971 року і дебютував як продюсер 1982 року, у фільмі «Вогняний ліс». До цього він працював продюсером неофіційно у всіх картинах своєї компанії «Malpaso Company», починаючи зі стрічки «Повісь їх якомога вище» 1968 року. Він також брав участь у музичному оформленні своїх фільмів, де виступав як виконавець та композитор. Здебільшого він знімався у вестернах, бойовиках та драмах. За даними веб-сайту з відстеження касових зборів Box Office Mojo, фільми за участю Іствуда лише в США зібрали понад 1,81 мільярда доларів, в середньому 38,6 мільйона доларів за фільм.

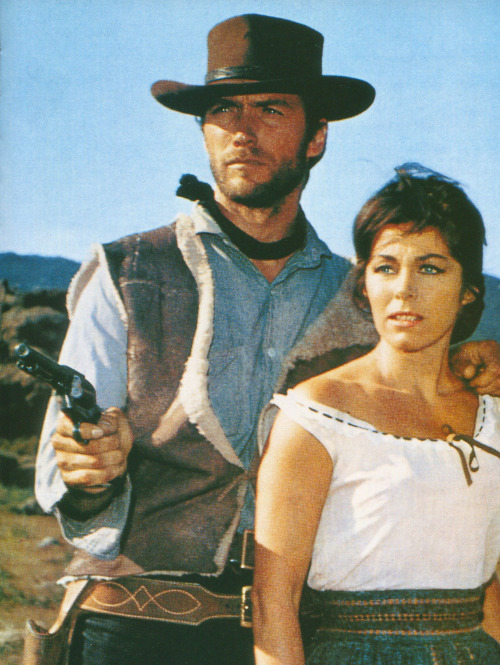
Іствуд і Маріанне Кох у фільмі «За жменю доларів» (1964)

| Рік       | Назва українською мовою                                 | Назва мовою оригіналу                               | Роль                                     | Примітки                             |
| --------- | ------------------------------------------------------- | --------------------------------------------------- | ---------------------------------------- | ------------------------------------ |
| 1955      | Помста тварюки                                          | Revenge of the Creature                             | Дженнінгс                                | актор в титрах не вказаний           |
| 1955      | Аллен в Мувіленді                                       | Allen in Movieland                                  | черговий                                 | актор                                |
| 1955      | Френсіс на флоті                                        | Francis in the Navy                                 | Джонесі                                  | актор                                |
| 1955      | Леді Годіва                                             | Lady Godiva of Coventry                             | перший саксон                            | актор в титрах не вказаний           |
| 1955      | Тарантул                                                | Tarantula                                           | командир ескадрильї                      | актор в титрах не вказаний           |
| 1956      | Ніколи не прощайся                                      | Never Say Goodbye                                   | Вілл                                     | актор в титрах не вказаний           |
| 1956      | Дорожній патруль                                        | Highway Patrol                                      | Джо Келлі                                | серіал (1 серія)                     |
| 1956      | Зірка в пилу                                            | Star in the Dust                                    | Том на ранчо                             | актор в титрах не вказаний           |
| 1956      | Перша мандрівна жінка-комівояжер                        | The First Traveling Saleslady                       | лейтенант Джек Райс                      | актор                                |
| 1956      | Очистити територію                                      | Away All Boats                                      | санітар                                  | актор в титрах не вказаний           |
| 1956      | Дні в долині смерті                                     | Death Valley Days                                   | Джон Лукас                               | актор серіал (1 серія)               |
| 1957      | Вест-Пойнт                                              | West Point                                          | кадет Боб Солтер                         | серіал (1 серія)                     |
| 1957      | Японська авантюра                                       | Escapade in Japan                                   | дурний пілот                             | актор в титрах не вказаний           |
| 1958      | Ескадрилья «Лафайєт»                                    | Lafayette Escadrille                                | Джордж Мозлі                             | актор                                |
| 1958      | Засідка на перевалі Сімаррон                            | Ambush at Cimarron Pass                             | Кіт Вільямс                              | актор                                |
| 1958      | Військово-морський журнал                               | Navy Log                                            | Бернс                                    | актор серіал (1 серія)               |
| 1959—1965 | Сиром'ятний батіг                                       | Rawhide                                             | Роуді Йєйтс                              | актор серіал (216 серій)             |
| 1959      | Меверік                                                 | Maverick                                            | Ред Гардіган                             | актор серіал (1 серія)               |
| 1964      | За жменю доларів                                        | Per un pugno di dollari                             | Джо                                      | актор                                |
| 1965      | На декілька доларів більше                              | Per qualche dollaro in più                          | Монко                                    | актор                                |
| 1966      | Хороший, поганий, злий                                  | Il buono, il brutto, il cattivo                     | Людина без імені                         | актор                                |
| 1967      | Відьми                                                  | Le streghe                                          | Карло                                    | актор                                |
| 1968      | Повісь їх якомога вище                                  | Hang 'Em High                                       | Маршал Джед Купер                        | актор                                |
| 1968      | Блеф Куґана                                             | Coogan's Bluff                                      | Куган                                    | актор                                |
| 1968      | Куди залітають тільки орли                              | Where Eagles Dare                                   | Шаффер                                   | актор                                |
| 1969      | Пофарбуй свій фургон                                    | Paint Your Wagon                                    | Парднер                                  | актор                                |
| 1970      | Два мула для сестри Сари                                | Two Mules for Sister Sara                           | Гоган                                    | актор                                |
| 1970      | Герої Келлі                                             | Kelly's Heroes                                      | Келлі                                    | актор                                |
| 1971      | Обдурений                                               | The Beguiled                                        | Джон Макберні                            | актор, продюсер                      |
| 1971      | Зіграй мені перед смертю                                | Play Misty for Me                                   | Дейв                                     | актор, режисер                       |
| 1971      | Брудний Гаррі                                           | Dirty Harry                                         | інспектор Гаррі Каллаган                 | актор, продюсер                      |
| 1971      | Обдурений: Казкар                                       | The Beguiled: The Storyteller                       | —                                        | режисер документальний фільм         |
| 1972      | Джо Кідд                                                | Joe Kidd                                            | Джо Кідд                                 | актор, продюсер                      |
| 1973      | Бродяга високогірних рівнин                             | High Plains Drifter                                 | Незнайомець                              | актор, режисер                       |
| 1973      | Брізі                                                   | Breezy                                              | людина на пристані, в титрах не вказаний | актор, режисер                       |
| 1973      | Сила Магнума                                            | Magnum Force                                        | Гаррі Каллаган                           | актор                                |
| 1974      | Громила і Стрибунець                                    | Thunderbolt and Lightfoot                           | Громила                                  | актор                                |
| 1975      | Санкція на піку Ейгера                                  | The Eiger Sanction                                  | Джонатан Хемлок                          | актор, режисер                       |
| 1976      | Джосі Вейлз — людина поза законом                       | The Outlaw Josey Wales                              | Джосі Вейлз                              | актор, режисер                       |
| 1976      | Підкріплення                                            | The Enforcer                                        | Гаррі Каллаган                           | актор                                |
| 1977      | Крізь стрій                                             | The Gauntlet                                        | Бен Шоклі                                | актор, режисер                       |
| 1978      | Як не крути — програєш                                  | Every Which Way But Loose                           | Філон Беддо                              | актор                                |
| 1979      | Втеча з Алькатраса                                      | Escape from Alcatraz                                | Френк Моріс                              | актор                                |
| 1980      | Бронко Біллі                                            | Bronco Billy                                        | Бронко Біллі                             | актор, режисер                       |
| 1980      | Як тільки зможеш                                        | Any Which Way You Can                               | Філон Беддо                              | актор                                |
| 1982      | Вогняний лис                                            | Firefox                                             | Мітчелл Гант                             | актор, режисер, продюсер             |
| 1982      | Людина з притону                                        | Honkytonk Man                                       | Ред Стовелл                              | актор, режисер, продюсер             |
| 1983      | Раптовий удар                                           | Sudden Impact                                       | Гаррі Каллаган                           | актор, режисер, продюсер             |
| 1984      | Петля                                                   | Tightrope                                           | Вес Блок                                 | актор, продюсер                      |
| 1984      | Заворуха в місті                                        | City Heat                                           | лейтенант Спір                           | актор                                |
| 1985      | Ім'я йому Смерть                                        | Pale Rider                                          | проповідник                              | актор, режисер, продюсер             |
| 1985      | Дивовижні історії                                       | Amazing Stories                                     | —                                        | режисер серіал                       |
| 1986      | Перевал розбитих сердець                                | Heartbreak Ridge                                    | Хайвей                                   | актор, режисер, продюсер             |
| 1988      | Телоніус Монк: Прямо і чесно                            | Thelonious Monk: Straight, No Chaser                | —                                        | продюсер документальний фільм        |
| 1988      | Гра в смерть                                            | The Dead Pool                                       | Гаррі Каллаган                           | актор                                |
| 1988      | Птах                                                    | Bird                                                | —                                        | режисер, продюсер                    |
| 1989      | Рожевий кадилак                                         | Pink Cadillac                                       | Томмі Новак                              | актор                                |
| 1990      | Білий мисливець, чорне серце                            | White Hunter Black Heart                            | Джон Вілсон                              | актор, режисер, продюсер             |
| 1990      | Новачок                                                 | The Rookie                                          | Нік Пуловскі                             | актор, режисер                       |
| 1992      | Непрощений                                              | Unforgiven                                          | Вільям Манні                             | актор, режисер, продюсер             |
| 1993      | На лінії вогню                                          | In the Line of Fire                                 | Франк Хорріган                           | актор                                |
| 1993      | Ідеальний світ                                          | A Perfect World                                     | шеф Ред Гарнетт                          | актор, режисер, продюсер             |
| 1995      | Каспер                                                  | Casper                                              | Клінт Іствуд                             | актор, в титрах не вказаний          |
| 1995      | Мости округу Медісон                                    | The Bridges of Madison County                       | Роберт Кинкейд                           | актор, режисер, продюсер             |
| 1995      | Щасливі зірки над Генрієттою                            | The Stars Fell on Henrietta                         | —                                        | продюсер                             |
| 1995      | 77 Сансет Стріп                                         | 77 Sunset Strip                                     | —                                        | продюсер телефільм                   |
| 1995      | Сто та одна ніч Симона Сінема                           | Cent et une nuit de Simon Cinema                    | камео                                    | —                                    |
| 1997      | Абсолютна влада                                         | Absolute Power                                      | Лютер Вітні                              | актор, режисер, продюсер             |
| 1997      | Опівночі у саду добра і зла                             | Midnight in the Garden of Good and Evil             | —                                        | режисер, продюсер                    |
| 1998      | Монтерейський джазовий фестиваль: 40 легендарних років  | Monterey Jazz Festival: 40 Legendary Years          | —                                        | продюсер документальний фільм        |
| 1999      | Справжній злочин                                        | True Crime                                          | Стів Еверетт                             | актор, режисер, продюсер             |
| 2000      | Космічні ковбої                                         | Space Cowboys                                       | Френк Корвін                             | актор, режисер, продюсер             |
| 2002      | Кривава робота                                          | Blood Work                                          | Террі Маккалеб                           | актор, режисер, продюсер             |
| 2003      | Таємнича річка                                          | Mystic River                                        | —                                        | режисер, продюсер, композитор        |
| 2003      | Блюз                                                    | The Blues                                           | —                                        | режисер серіал                       |
| 2004      | Крихітка на мільйон доларів                             | Million Dollar Baby                                 | Френкі Данн                              | актор, режисер, продюсер, композитор |
| 2005      | Бадд Беттікер: Американський оригінал                   | Budd Boetticher: An American Original               | —                                        | продюсер документальний фільм        |
| 2005      | Бадд Беттікер: Людина, що може зробити це               | Budd Boetticher: A Man Can Do That                  | —                                        | продюсер документальний фільм        |
| 2006      | Прапори наших батьків                                   | Flags of Our Fathers                                | —                                        | режисер, продюсер, композитор        |
| 2006      | Листи з Іодзіми                                         | Letters from Iwo Jima                               | —                                        | режисер, продюсер                    |
| 2007      | Грейс більше немає з нами                               | Grace Is Gone                                       | —                                        | композитор                           |
| 2007—2008 | Американські майстри                                    | American Masters                                    | —                                        | продюсер серіал                      |
| 2008      | Підміна                                                 | Changeling                                          | —                                        | режисер, продюсер, композитор        |
| 2008      | Ґран Торіно                                             | Gran Torino                                         | Волт Ковальські                          | актор, режисер, продюсер             |
| 2009      | Непідкорений                                            | Invictus                                            | —                                        | режисер, продюсер                    |
| 2009      | Джонні Мерсер: Мрії про себе                            | Johnny Mercer: The Dream's on Me                    | —                                        | продюсер документальний фільм        |
| 2010      | Дейв Брубек: По-своєму мило                             | Dave Brubeck: In His Own Sweet Way                  | —                                        | продюсер документальний фільм        |
| 2010      | Блок письменників                                       | The Writers' Block                                  | —                                        | композитор серіал                    |
| 2010      | Потойбічне                                              | Hereafter                                           | —                                        | режисер, продюсер, композитор        |
| 2011      | Дж. Едгар                                               | J. Edgar                                            | —                                        | режисер, продюсер, композитор        |
| 2012      | Кручений м'яч                                           | Trouble with the Curve                              | Гус                                      | актор, продюсер                      |
| 2014      | Хлопці з Джерсі                                         | Jersey Boys                                         | —                                        | режисер, продюсер                    |
| 2014      | Американський снайпер                                   | American Sniper                                     | —                                        | режисер, продюсер                    |
| 2015      | Історія одного солдата: Подорож американського снайпера | One Soldier's Story: The Journey of American Sniper | оповідач                                 | —                                    |
| 2015      | Привид війни: Ціна героїзму                             | Bringing the War Home: The Cost of Heroism          | оповідач                                 | короткометражний фільм               |
| 2016      | Саллі                                                   | Sully                                               | —                                        | режисер, продюсер                    |
| 2018      | Поїзд на Париж                                          | The 15:17 to Paris                                  | —                                        | режисер, продюсер                    |
| 2018      | Наркокур'єр                                             | The Mule                                            | Ерл Стоун                                | актор, режисер, продюсер             |
| 2019      | Річард Джуелл                                           | Richard Jewell                                      | —                                        | режисер, продюсер                    |
| 2021      | Чоловічі сльози                                         | Cry Macho                                           | Майк Майло                               | актор, режисер, продюсер             |
| 2024      | Присяжний №2                                            | Juror No. 2                                         | —                                        | режисер, продюсер                    |

## У популярній культурі

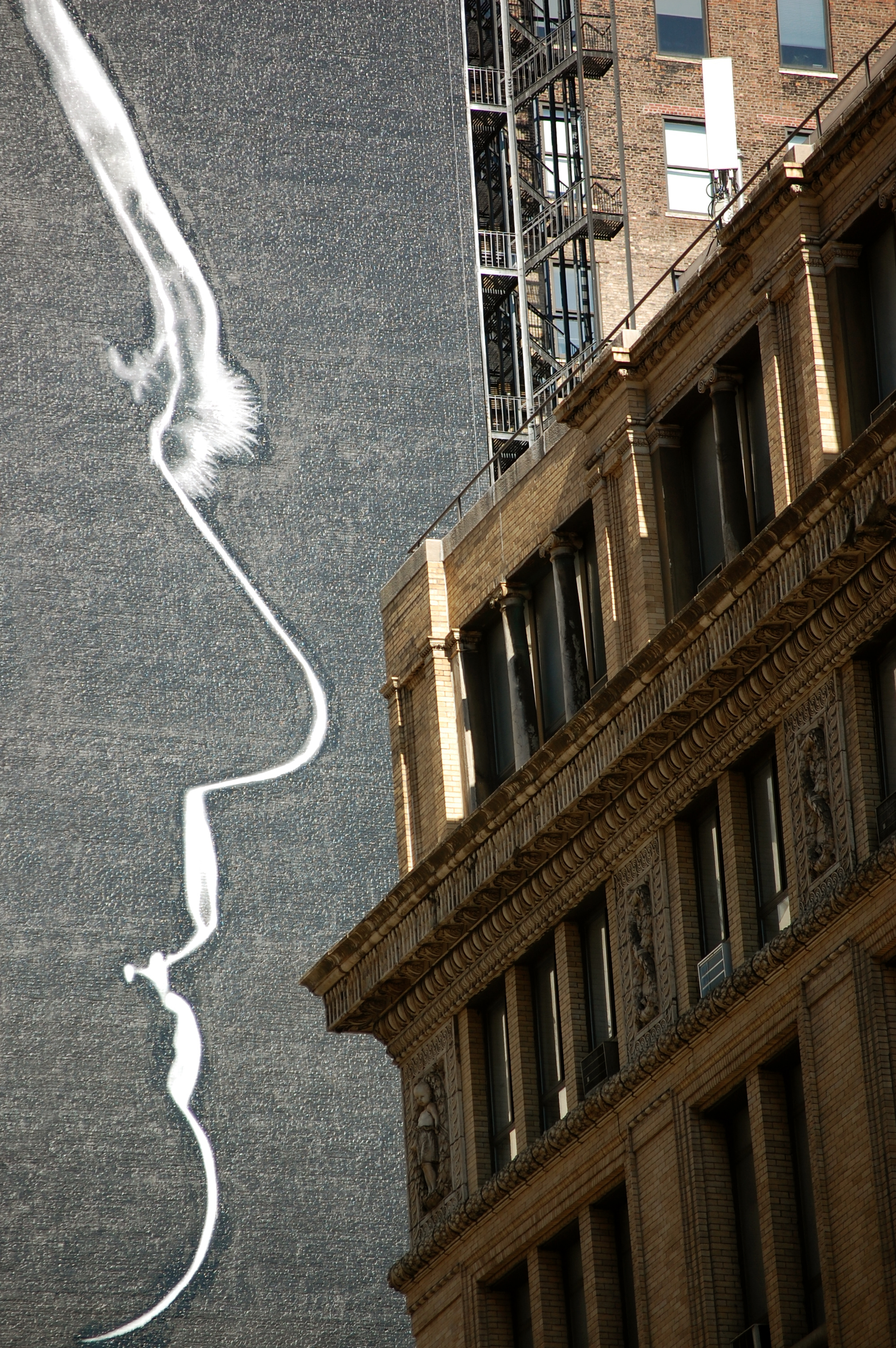
Профіль персонажа Іствуда, «Брудного Гаррі», на одній з будівель

У другій частині трилогії «Назад у майбутнє» герой картини Марті Макфлай бачить, як Біфф у своєму хмарочосі в товаристві двох дівчат дивиться фільм «За жменю доларів» з Іствудом, який підкладає під одяг металеву пластину, яка виконала роль бронежилета. У третій частині Марті потрапляє на Дикий Захід зразка 1885 року, де він відрекомендовується Клінтом Іствудом. Він повторює трюк Іствуда з бронежилетом, який бачив в кіно другої частини. Після того як Марті вирушив у майбутнє, а паровоз, яким розганяли DeLorean DMC-12, звалився в ущелину (і «Клінта Іствуда» вважали загиблими в цій ущелині), цю ущелину назвали «Ущелиною Іствуда».
У фільмі «Брюс Всемогутній» 2003 року, головний герой, у виконанні Джима Керрі, на мить стає зовні подібним на Іствуда.
2001 року музичний проєкт «Gorillaz» випустив дебютний альбом із синглом «Clint Eastwood», який і донині вважається найуспішнішим синглом гурту. Іствуд згадується у пісні гурту «Акваріум»: «І примружившись, як Клінт Іствуд, Капітан Воронін дивився їм услід».
У мультфільмі «Ранго» Іствуда показано Духом Заходу, якого охороняють п'ять золотих стражників — п'ять «Оскарів» (Іствуд є володарем чотирьох кінематографічних та одного почесного «Оскара»).